# 琴弾八幡宮
琴弾八幡宮（ことひきはちまんぐう）は、香川県観音寺市の琴弾山山頂にある神社。旧社格は県社。源義経が源平合戦の勝利を祈願をしたことで知られる。毎年10月には、琴弾八幡宮大祭が開催され9台のちょうさとよばれる太鼓台が奉納される。

## 歴史
当社の縁起は、権中納言・藤原実秋が応永23年（1416年）に記し、将軍・足利義持が自ら官職と押印を記した『七宝山八幡琴弾宮縁起』によると、大宝3年（703年）3月、西方の空が急に鳴動して黒雲が天を覆い、3日間、日や月を失った。そのとき琴弾山麓の梅掖の浜に一艘の舟があり、その舟より神秘に響く琴の音が聞こえた。僧・日証が近寄ると「われは八幡大菩薩なり、朝家を守護するために宇佐より来たり。この地の風光を見て去るに忍びず」と告げ、また海浜が一夜にして竹林（現在の竹の渓）に変わる霊験もあったことから、里人数百人で、その船を神舟として琴とともに山頂に運び上げ、琴を添えて神殿を造営し祀ったのが始まりとされる。社名の「琴弾」は縁起に由来する。
縁起は約700年後の後年になって記されているが、その縁起の霊験については、奈良時代初めには宇佐八幡宮が宇佐地域を中心に勢力を誇り、その後、瀬戸内海へも勢力が伸びていたことや、当社が四国における宇佐八幡宮の根拠地であったことを示しているとも考えられる。
霊験を除いた縁起としては、大宝3年（703年）文武天皇の勅命により僧・日証が宇佐八幡宮を勧請し、神宮寺として神恵院を開基、さらに法相宗道場として宝光院も開基したとされる。のち、唐より帰国した空海が当地に留まり、弘仁3年（812年）に、神恵院第7世住職となる。空海は法相宗を廃し、自ら刻んだ聖観世音菩薩像を祀り真言宗に改め、伽藍は奈良・興福寺にならい東金堂、中金堂、西金堂の三金堂制とし、七堂伽藍を建立。七宝山観音寺と称したと伝わる。それは、この地の地名が観音寺となった由縁でもある。観音寺の寺勢は興隆を極め、僧坊、あるいは塔頭を数ケ寺を数えたとされる。また神恵院は別当寺として寺社両務を努め、当社の維持、管理を行っていた。
当社は一般人はもとより、皇室をはじめ、名だたる武将などにも崇敬が篤く、皇室勅願所、祈祷所となり、天皇、武将が祈願や奉納をした記録が多く残る（後述）。
貞享4年（1687年）の『四国遍路道指南』によると、当社は四国八十八箇所第68番札所で、観音寺が第69番札所であった。
明治の神仏分離令により当社の八幡神の本地仏・阿弥陀如来画像（絹本著色琴弾八幡本地仏像）は、観音寺境内の西金堂に移し神恵院本堂とし、当社は琴弾神社と改名し神社単体として独立、四国霊場から切り離された。別当寺であった神恵院を第六十八番札所としたことで、一境内に2つの札所が並ぶこととなった。のちの第二次世界大戦後、琴弾八幡宮と復称した。
次の各種作品、滝沢馬琴の『椿説弓張月』、芦原すなおの直木賞受賞作『青春デンデケデケデケ』、アニメ『結城友奈は勇者である』で、当社境内が舞台となっている。

## 源氏との関わり
当社と源氏との関わりは、源頼義の時代からで、頼義が陸奥守だった永承6年（1051年）前9年の役の平定で、子・源義家と陸奥に出陣前に、伊豆守満綱を参拝させ、戦勝祈願の願文を納めている。また、義家の弟の源義光が神馬、馬具を奉納、のちに義家が本殿を改築し寄進している。
神恵院に伝わる弘化2年（1845年）の『弘化録』によると、源義経は、平家との決戦前に当社へ訪れ平家との戦勝祈願願文に「源氏と当社との縁は代々深く、･･･」と記し本殿前で読み上げたとあり、義経は先祖が当社を崇敬していたと把握していることが窺える。また願分とともに「望月」と名付けた神馬、木の鳥居を奉納している。その鳥居は現在も、参道に残る。
また、屋島で平家を破った義経は、瀬戸内海を西へ落ち延びる平家を追うために、各地の水軍に支援を求め、水軍が到着するまでの間、当社を中心に琴弾山から麓の財田川河口に陣を張ったとされるが、琴弾山は燧灘が一望でき、河口は静かな渚が続くため、水軍の基地に最適な場所であったとされる。

## 権力者による参詣、奉納、寄進
以下の記録が残る。
- 仁和4年（888年） - 菅原道真、讃岐の国司となったさいに祈雨のため参詣。
- 永承6年（1051年） - 源頼義は前九年の役の平定前に、伊豆守満綱が代理で参詣し願文を奉納。
- 延久5年（1073年） - 源義光は神馬、馬具を奉納。
- 永保3年（1083年） - 源義家の代理が参詣し武運長久を祈願。
- 嘉保2年（1095年） - 源義家は社殿を造営。
- 嘉保2年（1095年） - 源義光が参詣し、米100石、幕、その他多数奉納。
- 大治2年（1125年） - 源為義の代理が参詣し、米20石、錦巻物奉納。
- 天暦2年（1185年）3月 - 源義経が参詣し、願文、神馬、鳥居奉納。
- 天暦2年（1185年）5月 - 源頼朝が供米料として所領の備中国の千貫文の土地を寄進。
- 建保元年（1213年） - 八幡宮の勅額を奉納。
- 文永4年（1267年） - 今上帝の宣命により天下安全の祈祷をする。
- 天文20年（1551年）九十九山城[注 1]城主・細川伊予守氏頼が社伝再建、社領500石奉納。
- 詳細年不明 - 後陽成天皇の「八幡大菩薩」の神号宸翰を奉納し勅願所とする。
- 天保13年（1585年） - 讃岐国主・仙石秀久参詣、社領50石、太刀1振り奉納。
- 承応2年（1653年） - 丸亀藩主・山崎虎之助治頼が石鳥居を奉納。
- 延享2年（1745年） - 丸亀藩主・京極高矩が社殿を再建。

## 祭神
以下の3柱を主祭神として祀る。
- 応神天皇
- 神功皇后
- 玉依姫命

## 境内
街域から財田川（旧称・染川）を三架橋で越えて宮域に入って登場順に記する。
- 社号石柱 - 内閣総理大臣大平正芳謹書
- 一の鳥居（青銅製） - 境内入り口にある大鳥居。
- 早苗塚 - 1774年（安永4年）創建、1839年（天保10年）修復

これより山上へ
- 二の鳥居（石製） - 1653年（承応2年）丸亀城主・山崎虎之助治頼が寄進、柱の高さ7.2ｍ
- 随神門
- 参道石段 - 381段の石段が本社本殿まで続く。

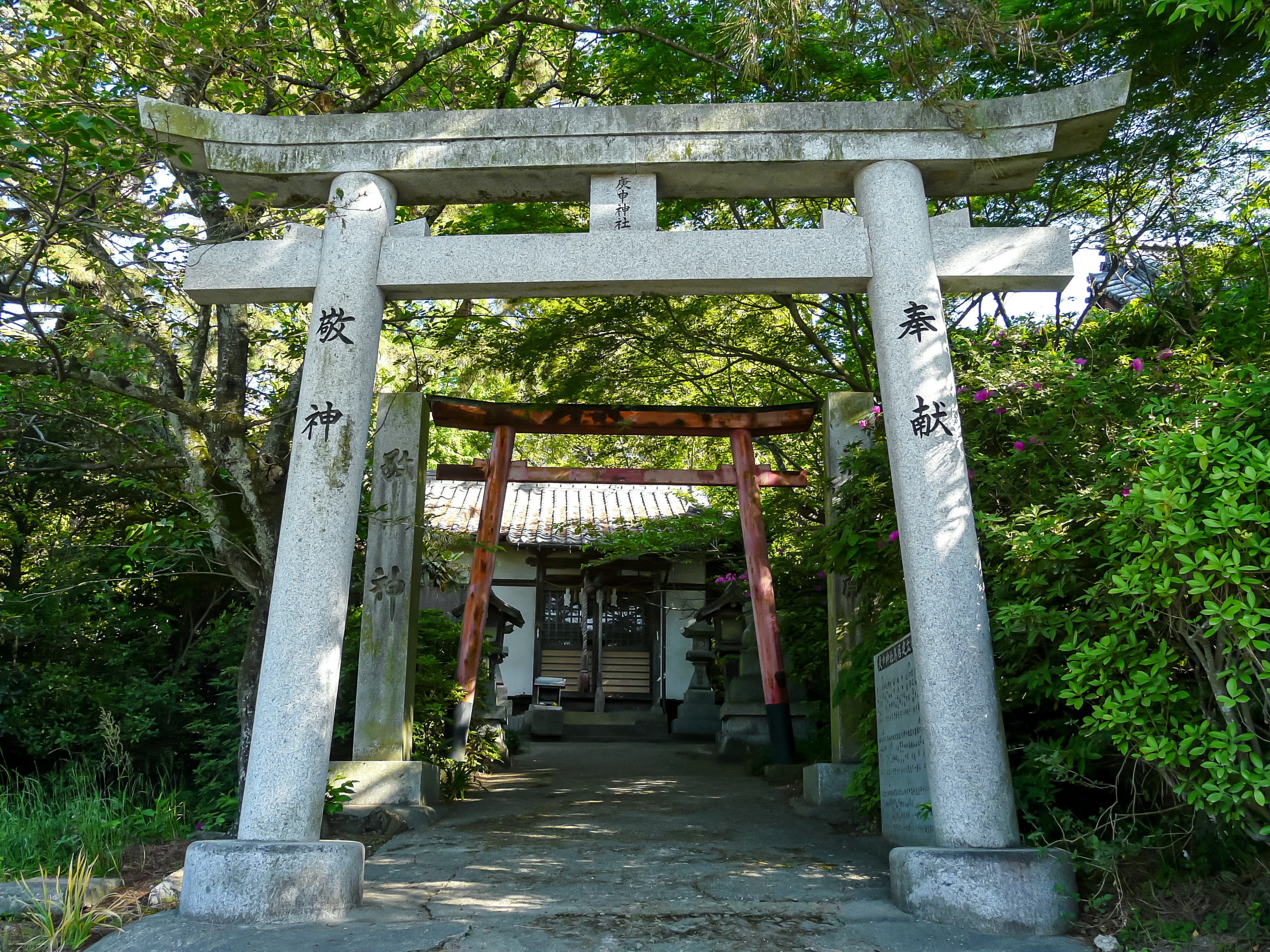
（左）鹿嶋神社 - 武甕槌命（たけみかつちのみこと）
- （右）船霊大神
- 三の鳥居（石製）
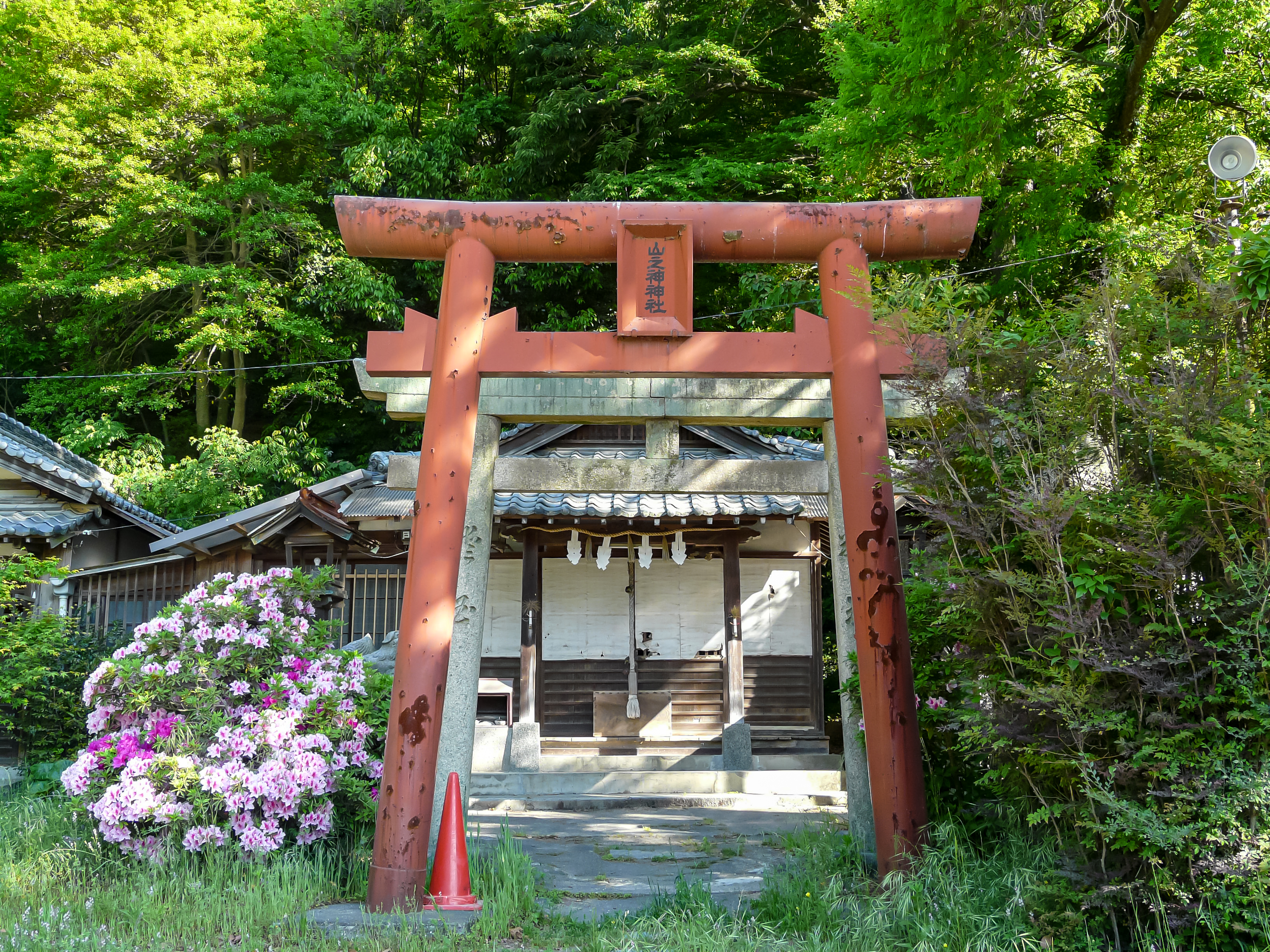
（右）稲荷神社 - 祭神：倉稲魂神
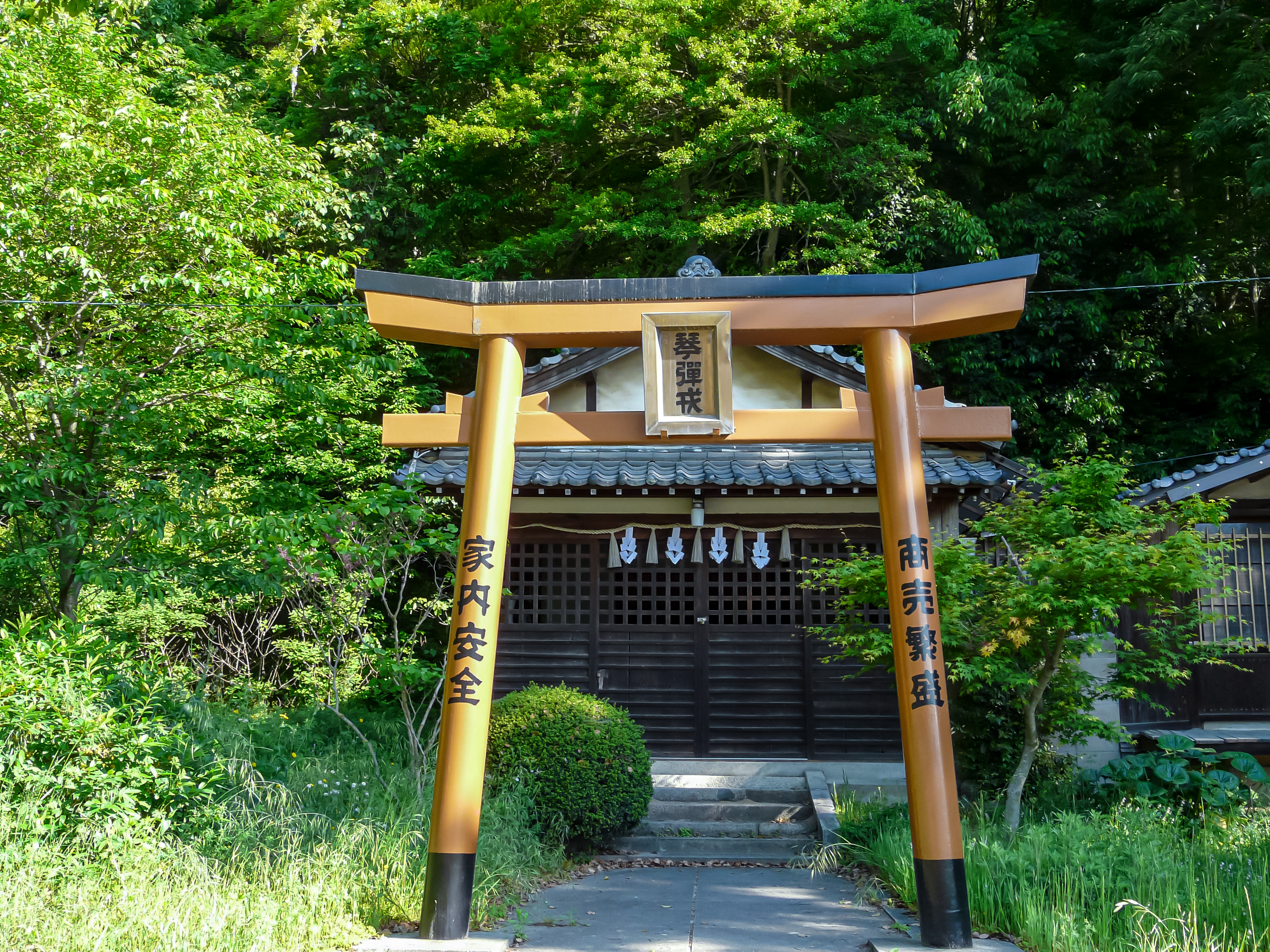
琴弾戎
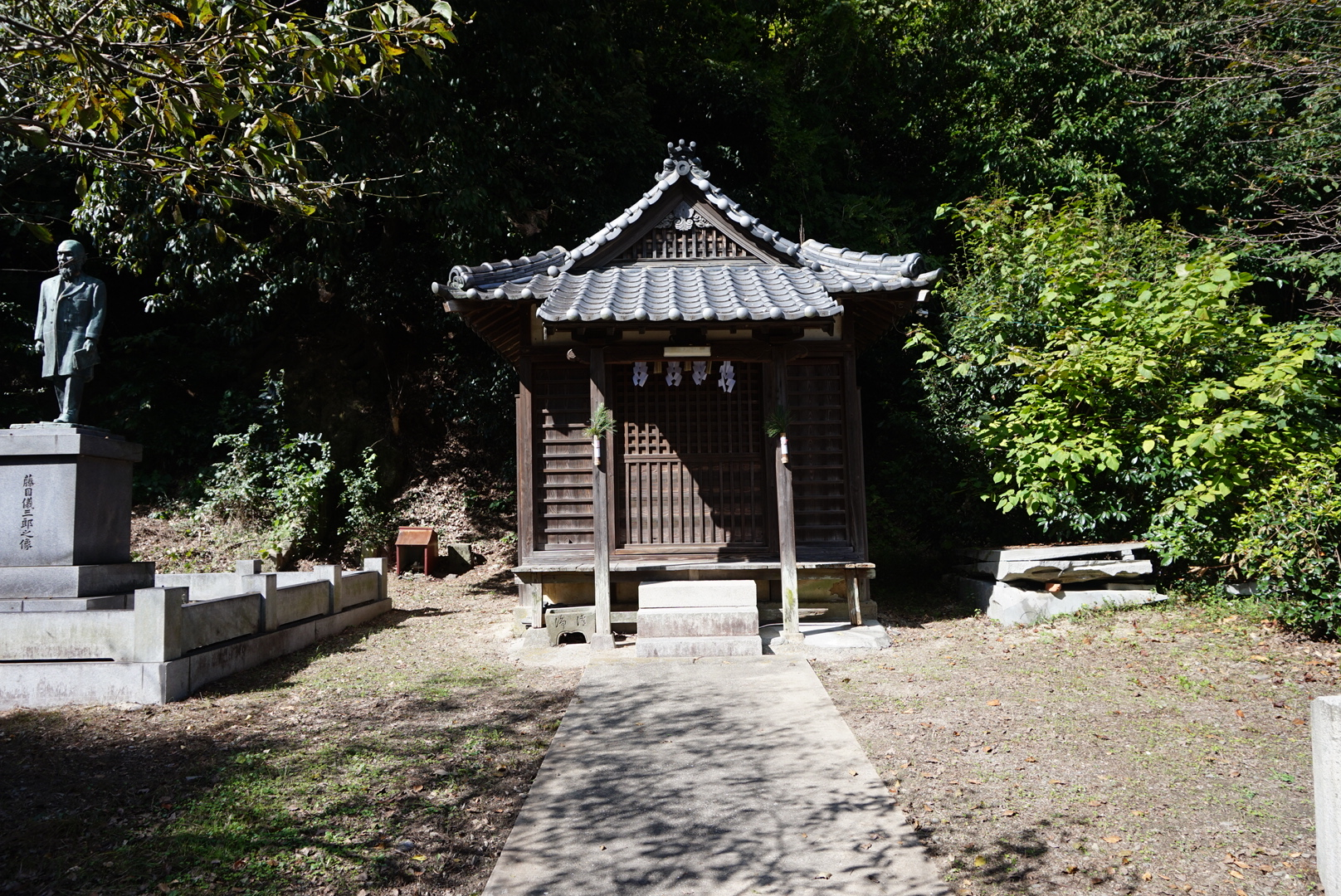
（左）須賀神社 - 祭神：素戔嗚尊
- 四の鳥居（木製） - 源義経が奉納と伝わる木の鳥居。痛みが激しいため屋根で覆われている。
- （左）宮坂天神 - 祭神：菅原道真
- （左）高良神社 - 祭神：高良玉垂神・松童神社 - 祭神：真根子命
- 冠木門（石製）
- 注連石（石製）
- （右）風之神社 - 祭神：志那津彦神、志那津姫神
- （左）五所神社 - 祭神：天照皇大神、天太玉命、天児屋根命、手力雄命、天鈿女命
- （左）藏谷神社 - 祭神：少名彦神
- （右）石鳥居・青丹神社 - 祭神：豊玉姫命、少彦名命

左へ平坦な参道
- 琴弾山高灯籠
- 五の鳥居（青銅製）

本殿前の石段
- 拝殿・幣殿・本殿
- （右）絵馬殿
- （左）常夜燈・朱印所・展望所

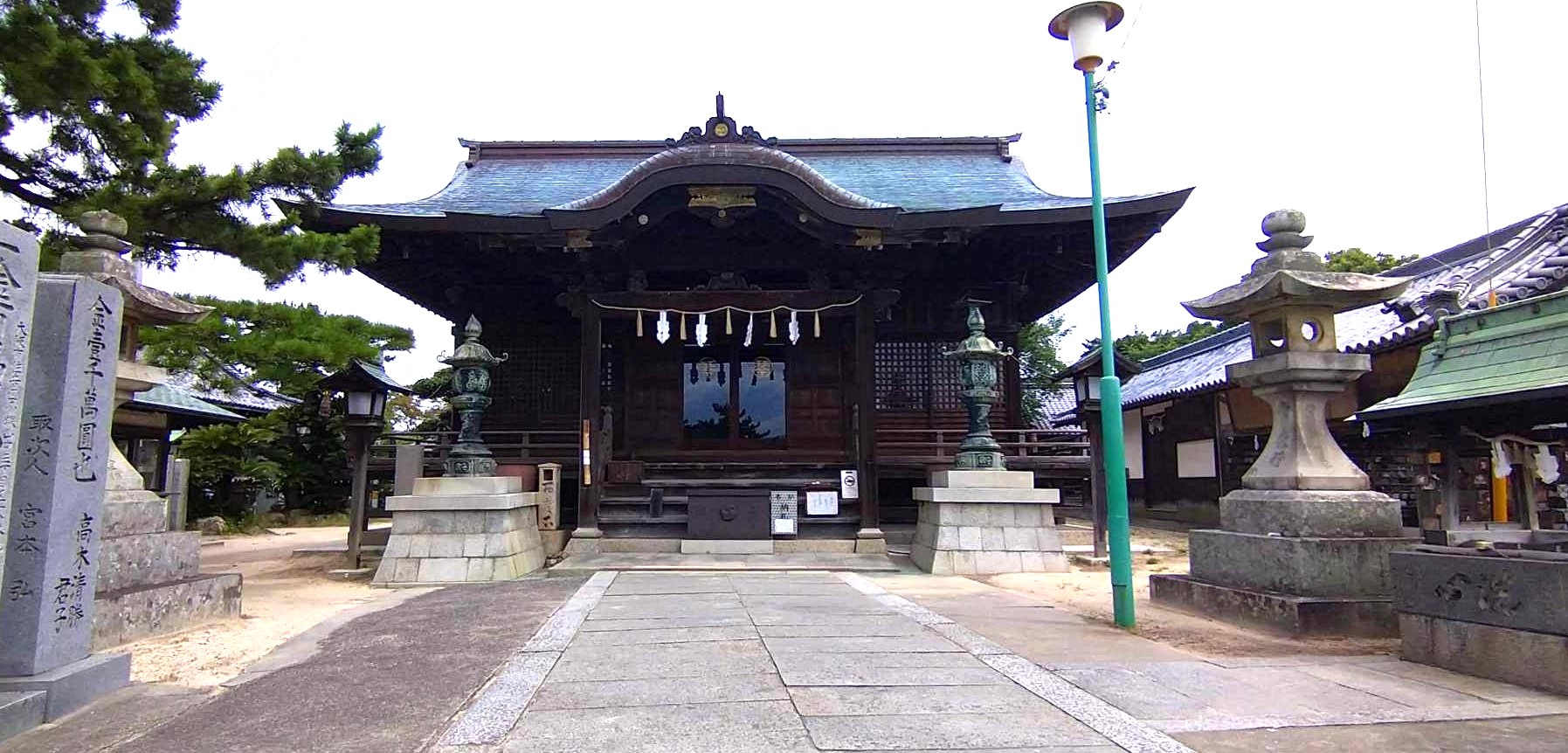
本社・拝殿

- （右奥）住吉神社 - 祭神：底土神、赤土神、石土神
- （右奥）若宮神社 - 祭神：仁徳天皇、宇治皇子、宇礼姫、久礼姫
- （左奥）武内神社 - 祭神：武内宿称

山麓エリアを一の鳥居より
- 十王堂広場
- 庚申神社 - 祭神：猿田彦命
- 忠魂碑（大砲の砲身）・慰霊塔（石塔）
- 忠魂社
- 琴弾女神の像
- 山之神神社
- 琴弾戒
- 幢中神社
- 藤目儀三郎の像
- 神幸殿（結婚式場）・授与所（御朱印）
- 参集殿
- 問答石 - 日証上人が八幡大菩薩と問答した所とされている

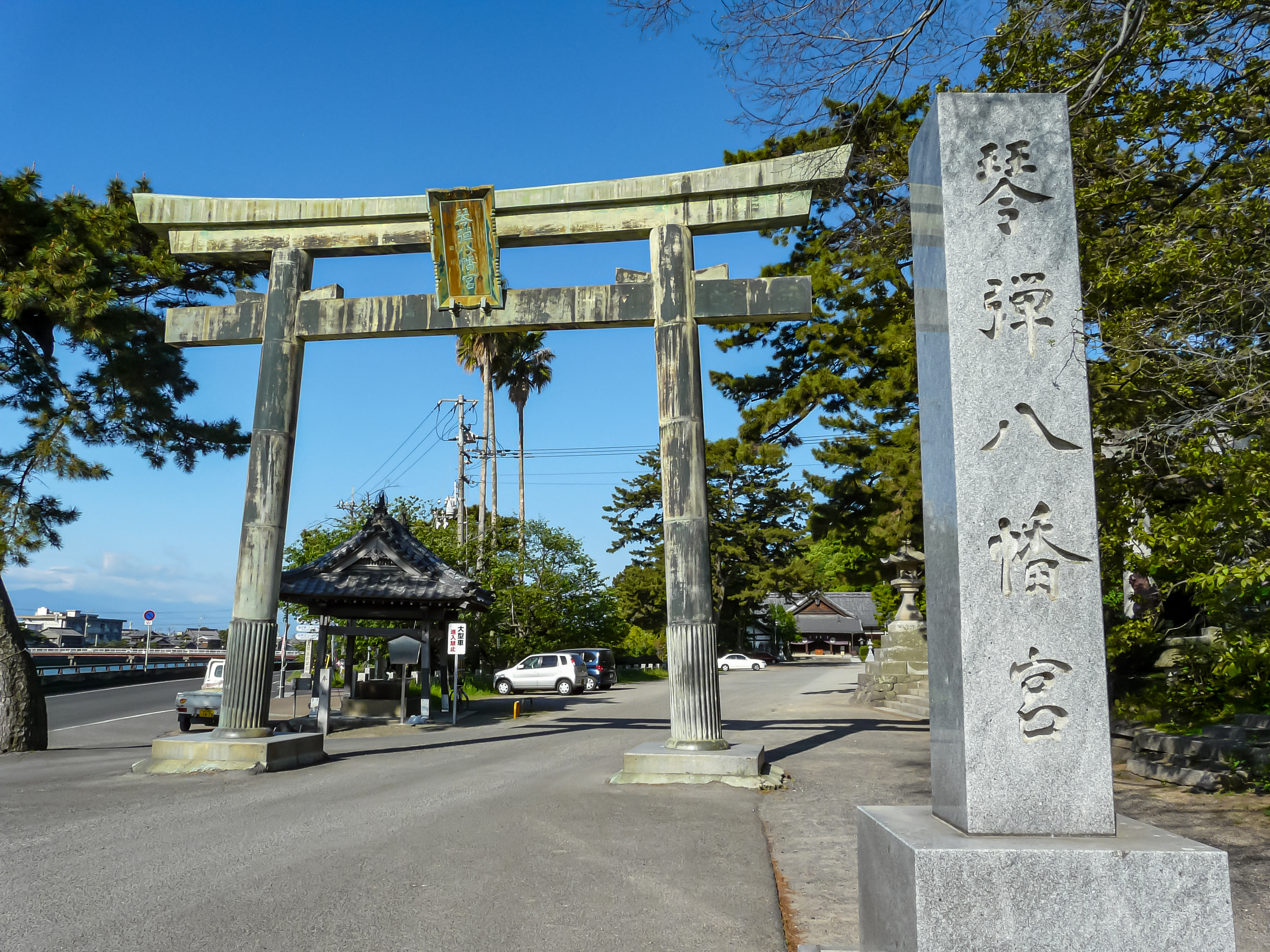
大鳥居（一の鳥居）
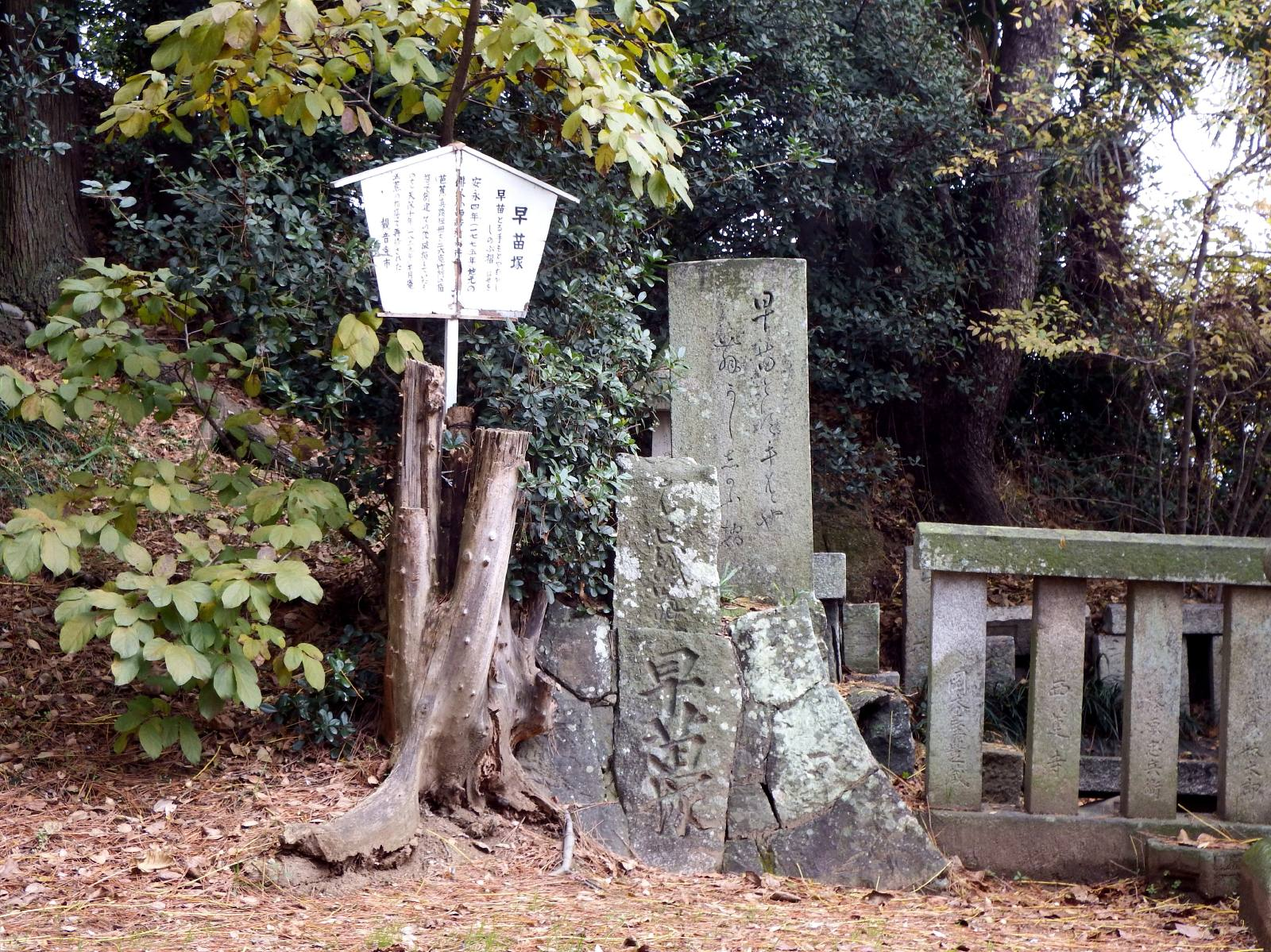
早苗塚
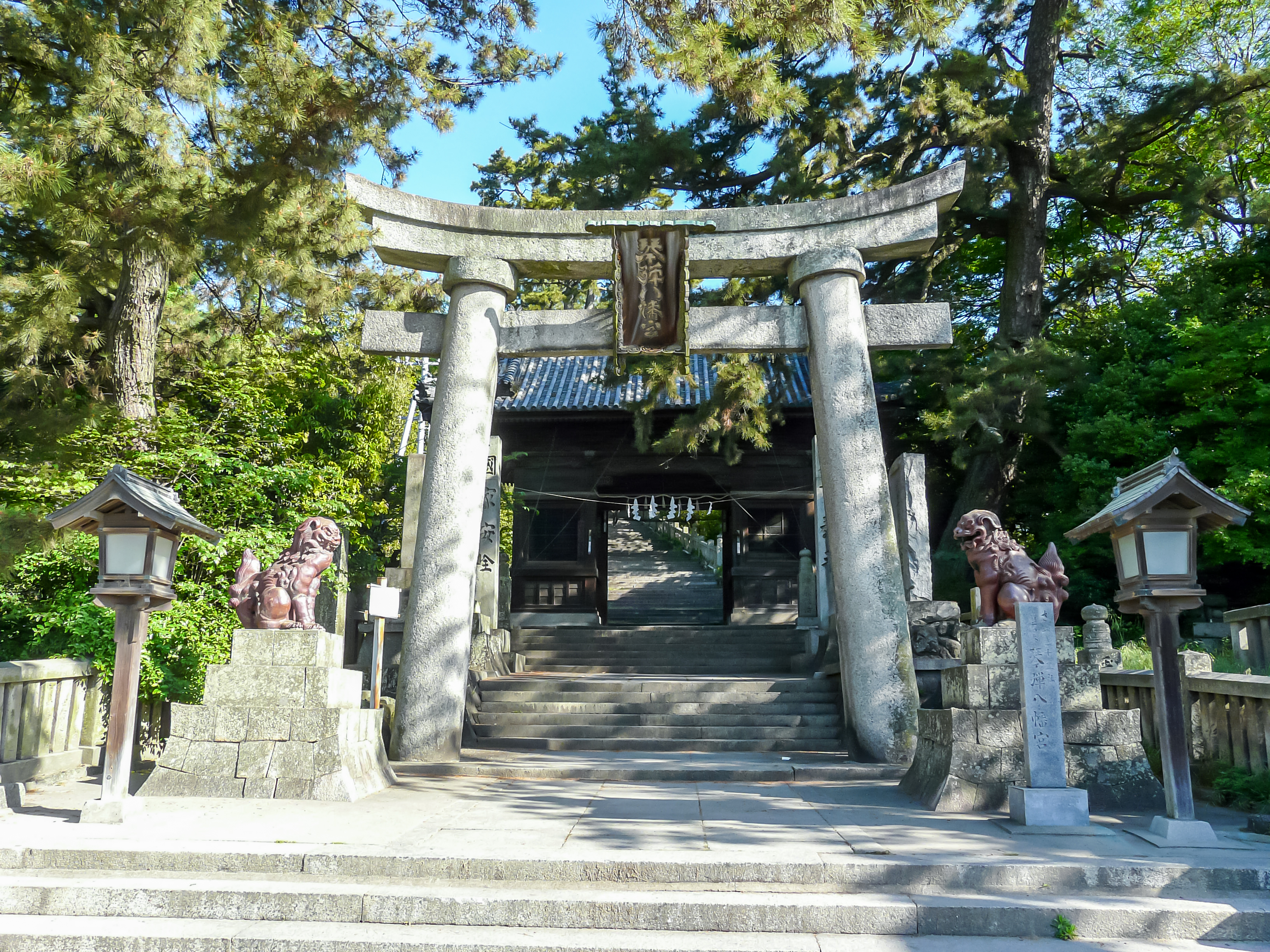
二の鳥居
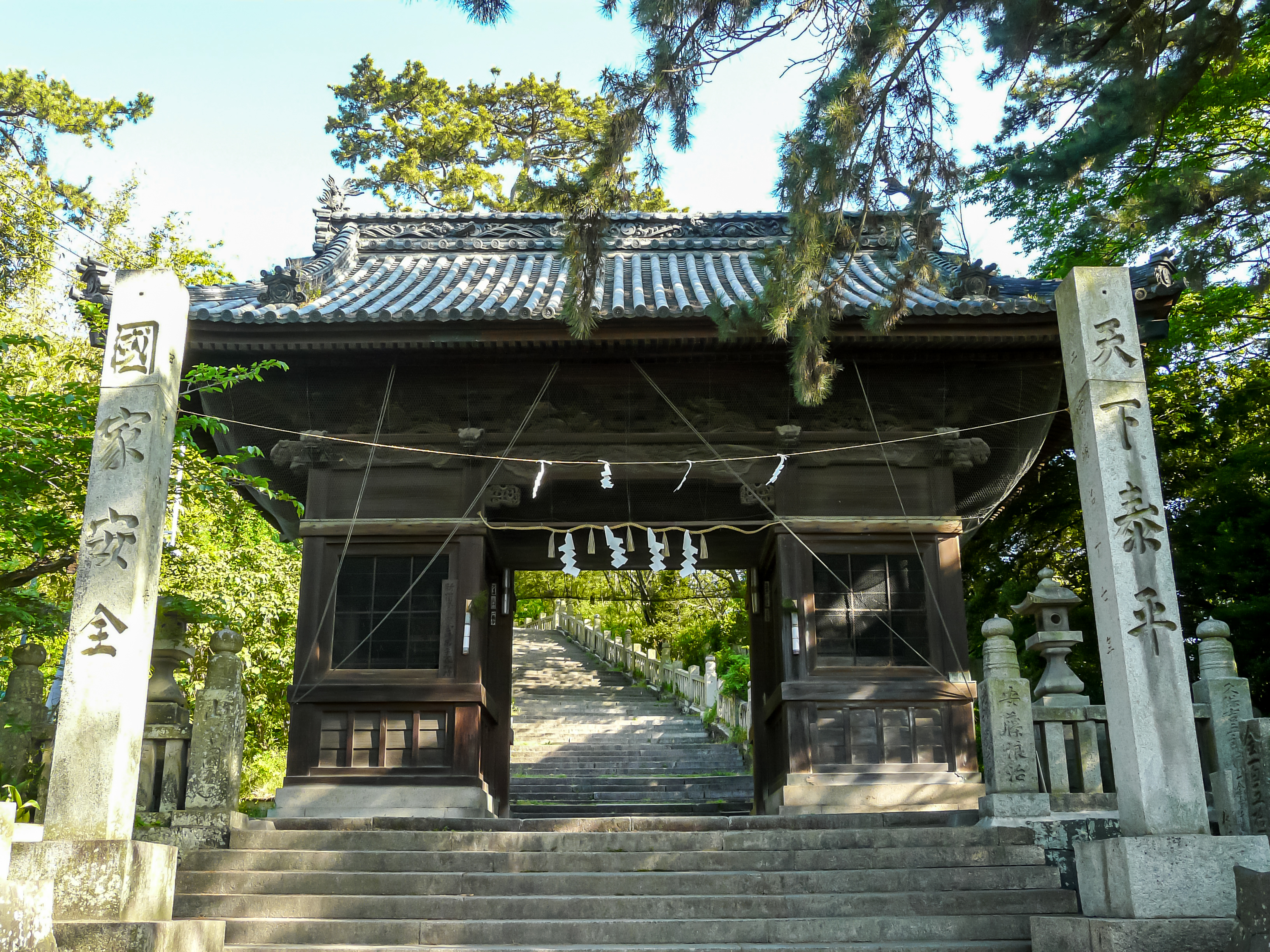
随神門
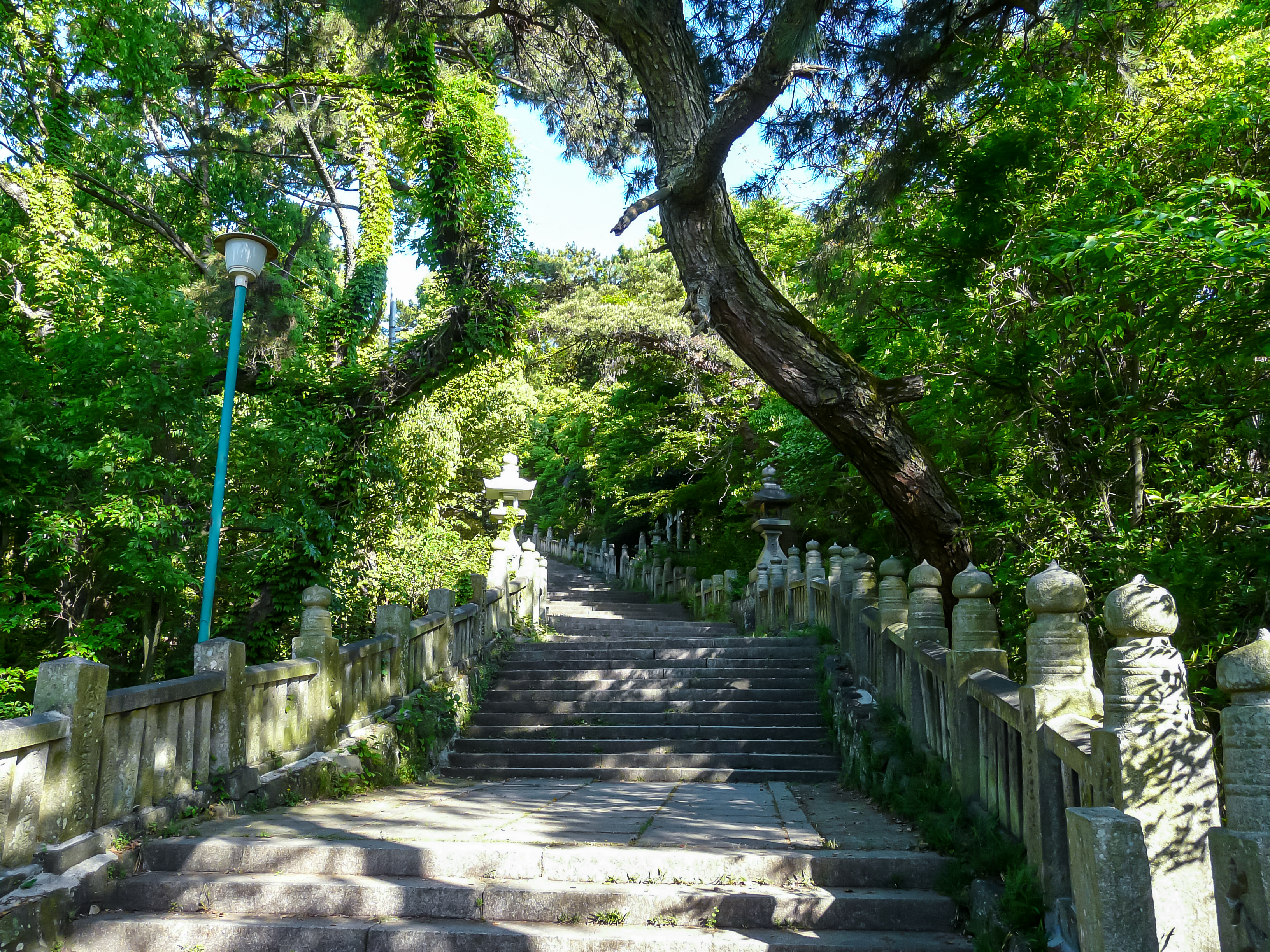
参道石段
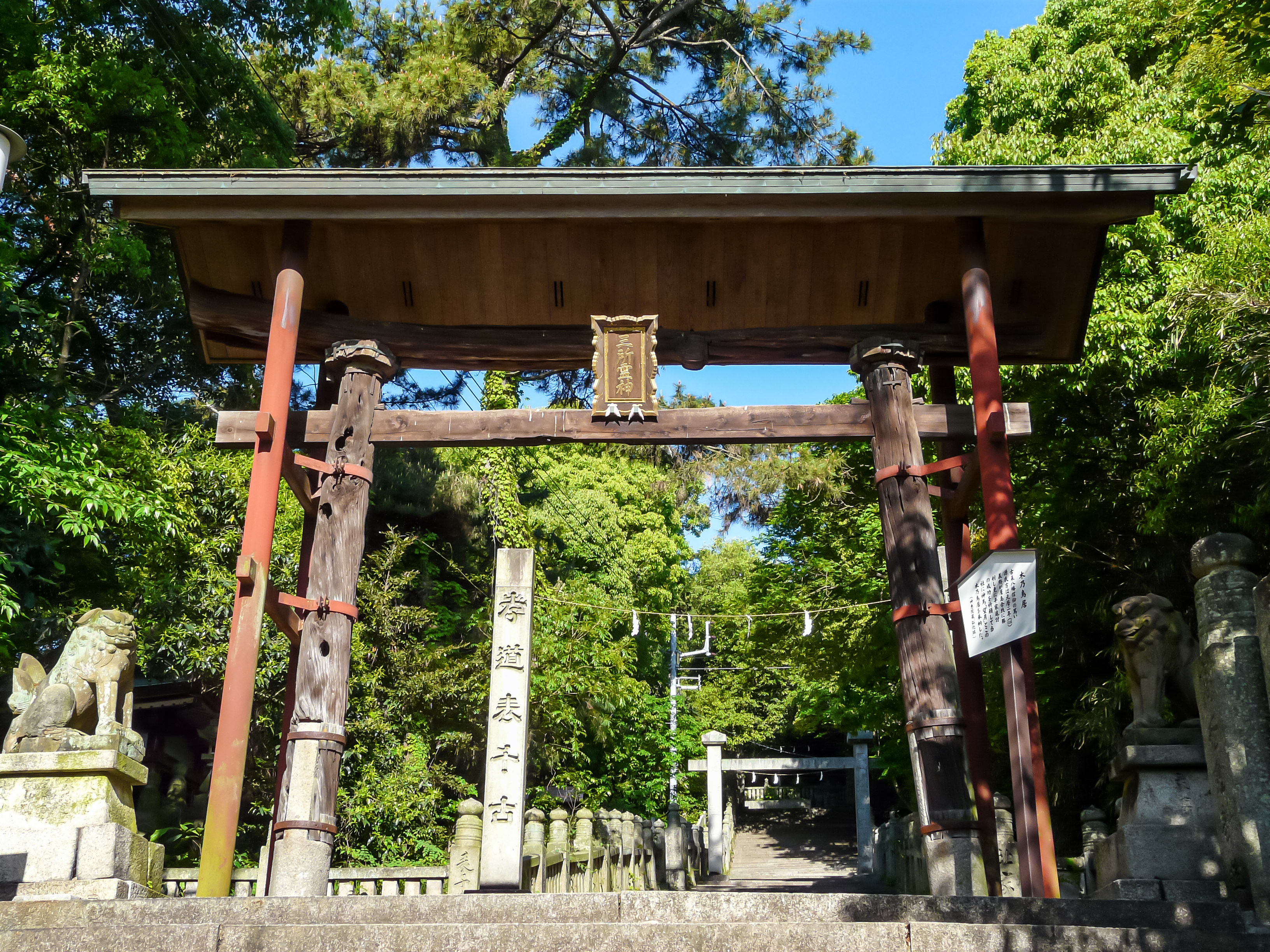
木の鳥居（四の鳥居）
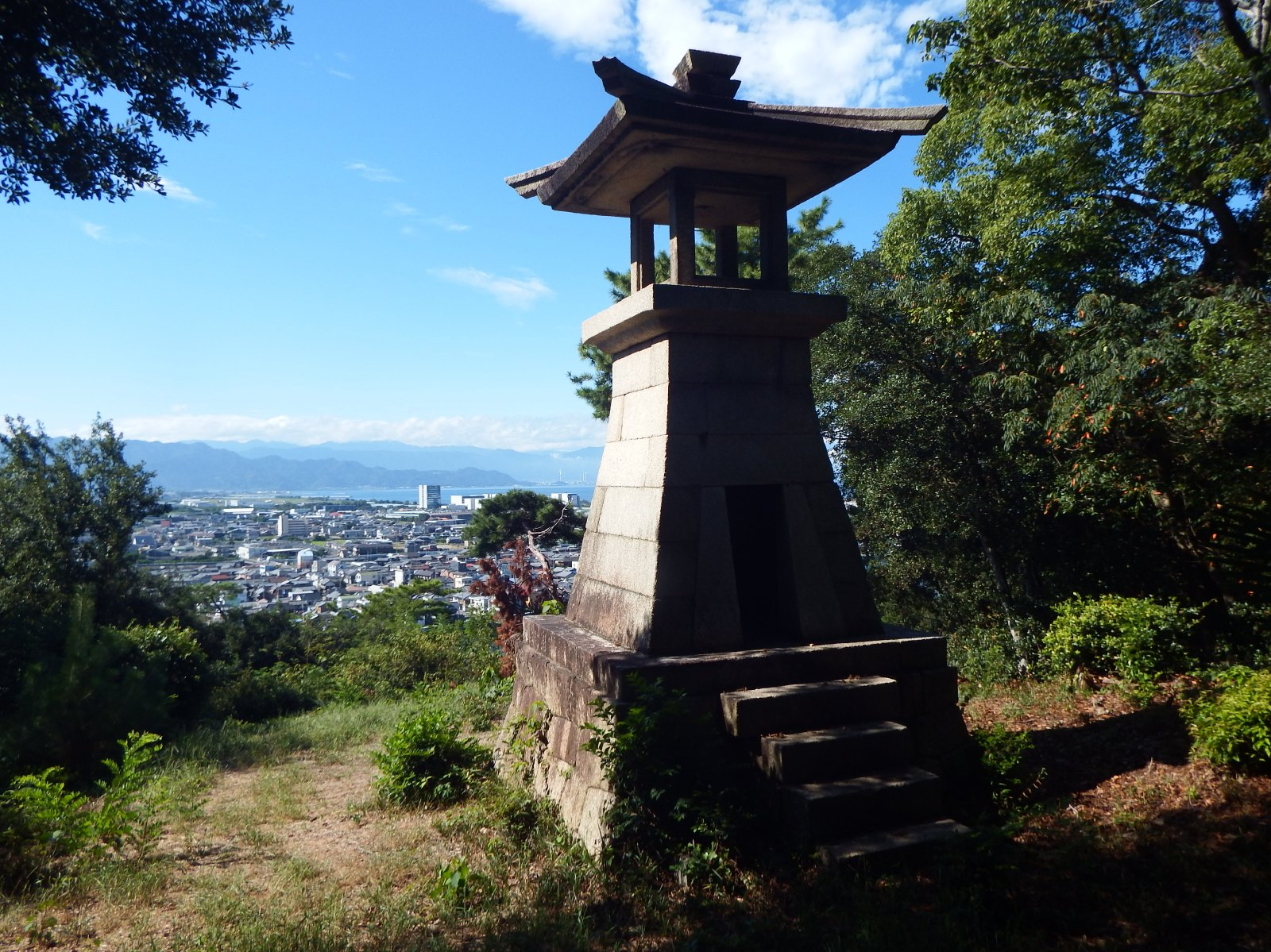
琴弾山高灯籠
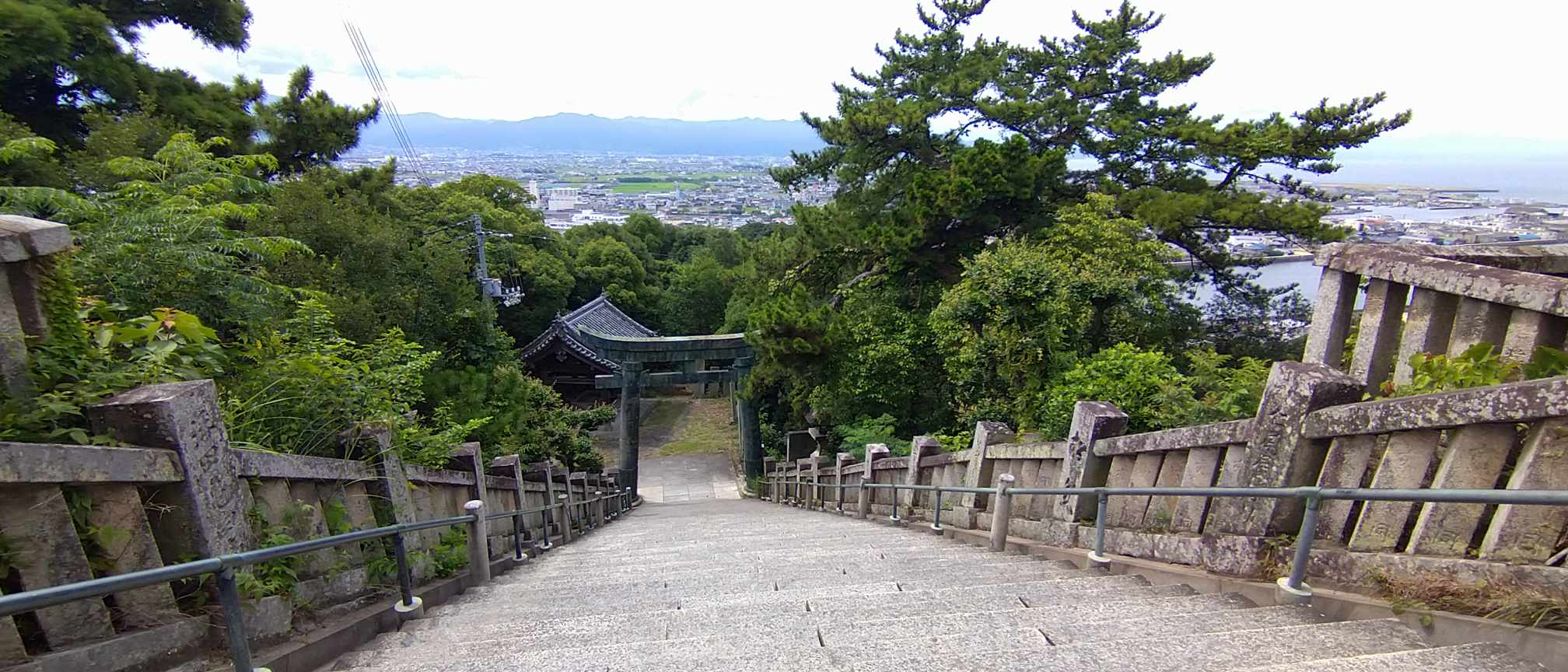
本社前から観音寺市街
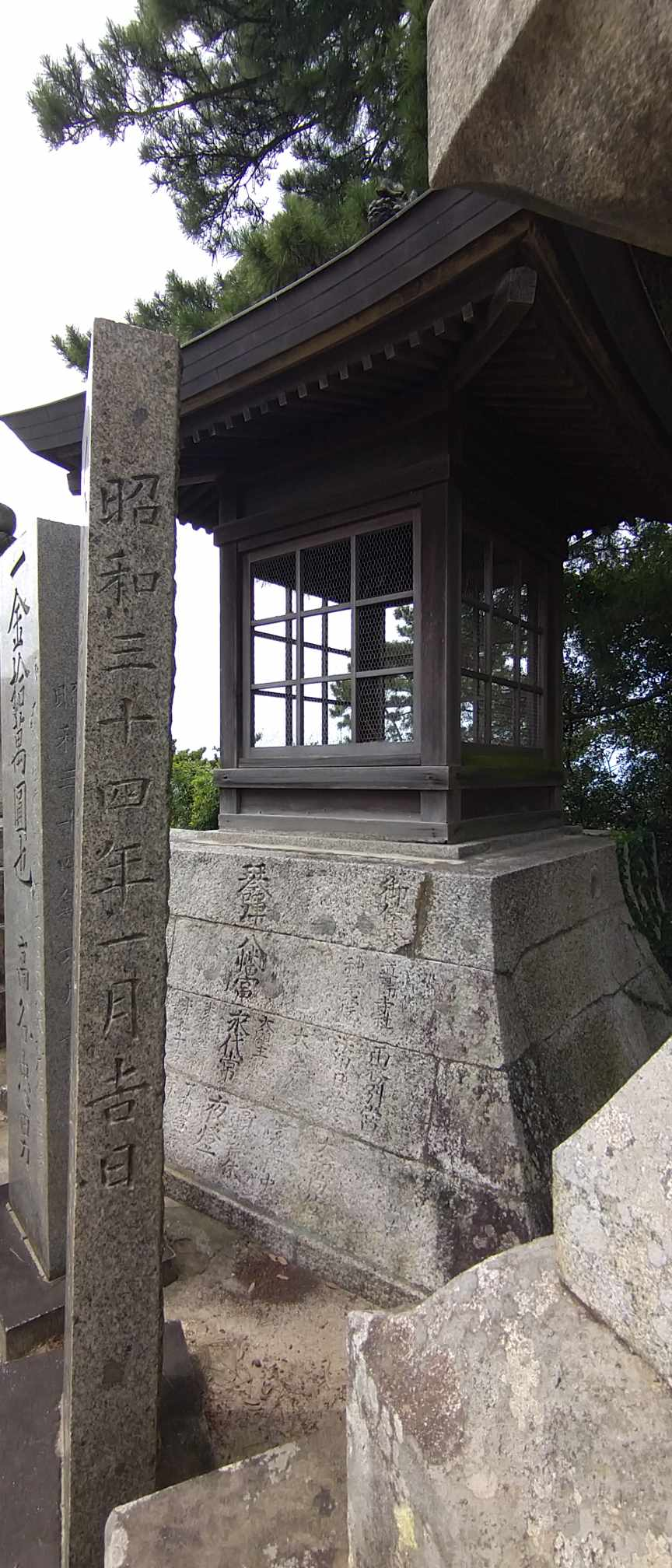
常夜灯
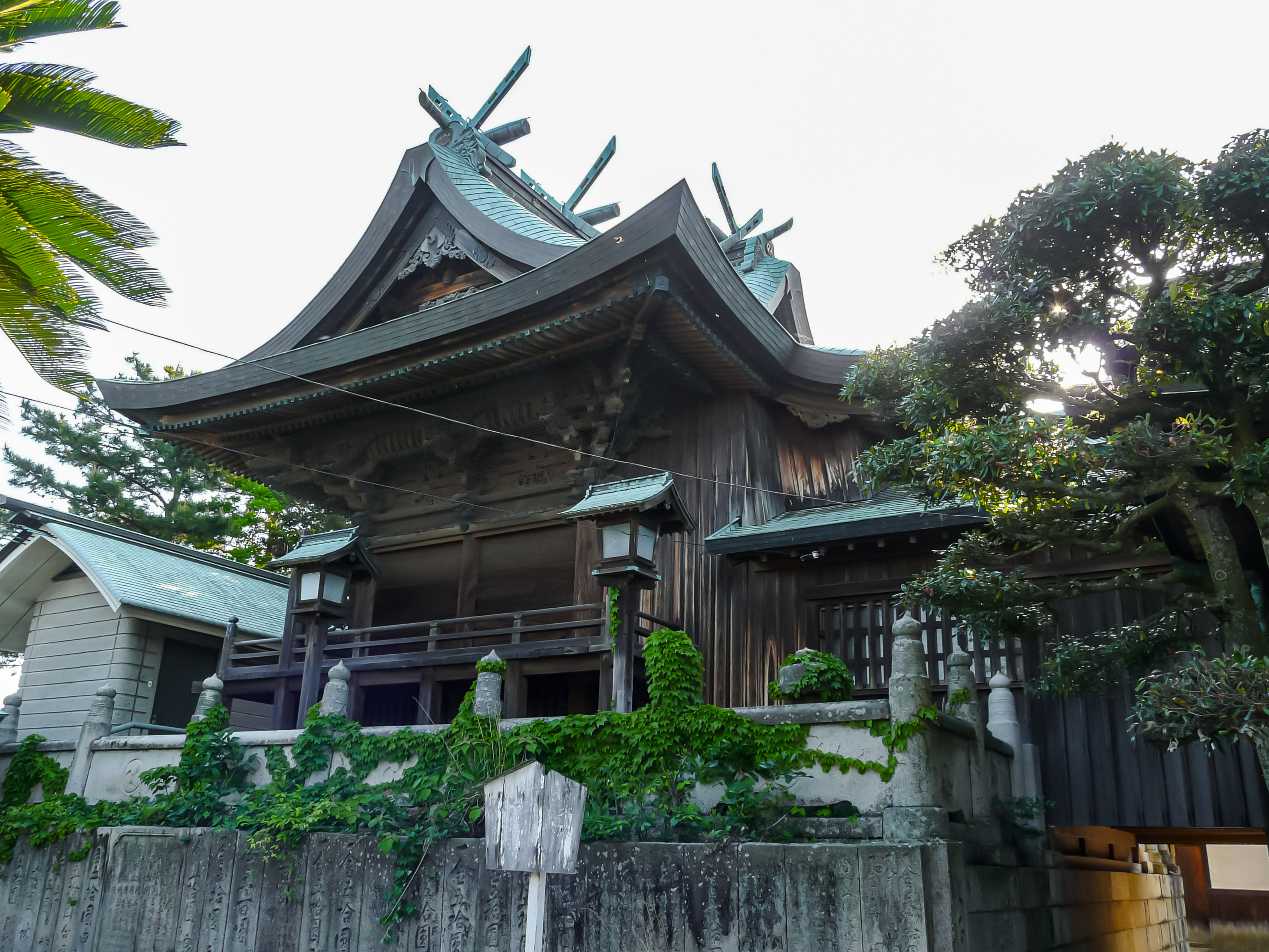
本社本殿
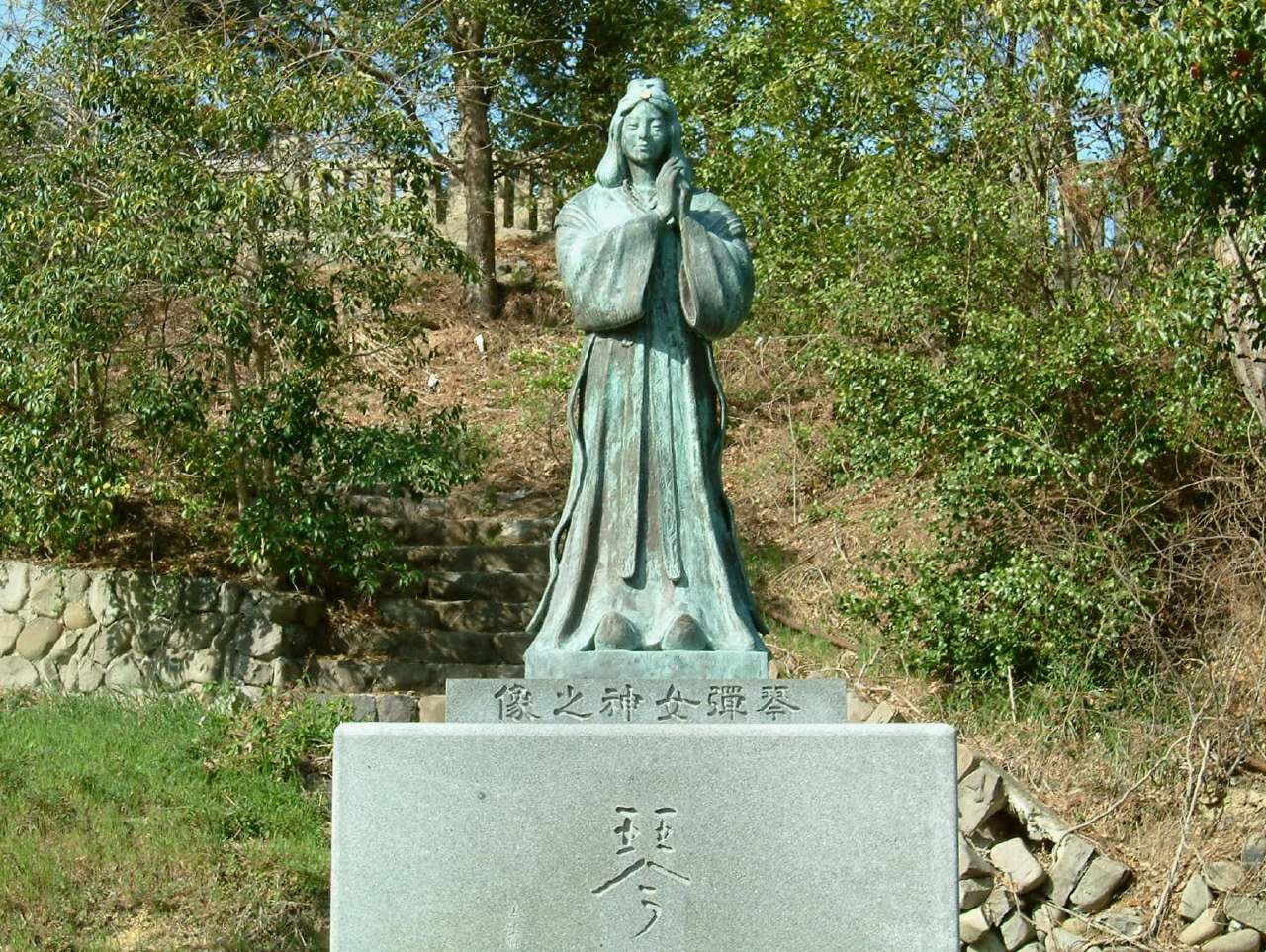
琴弾女神の像
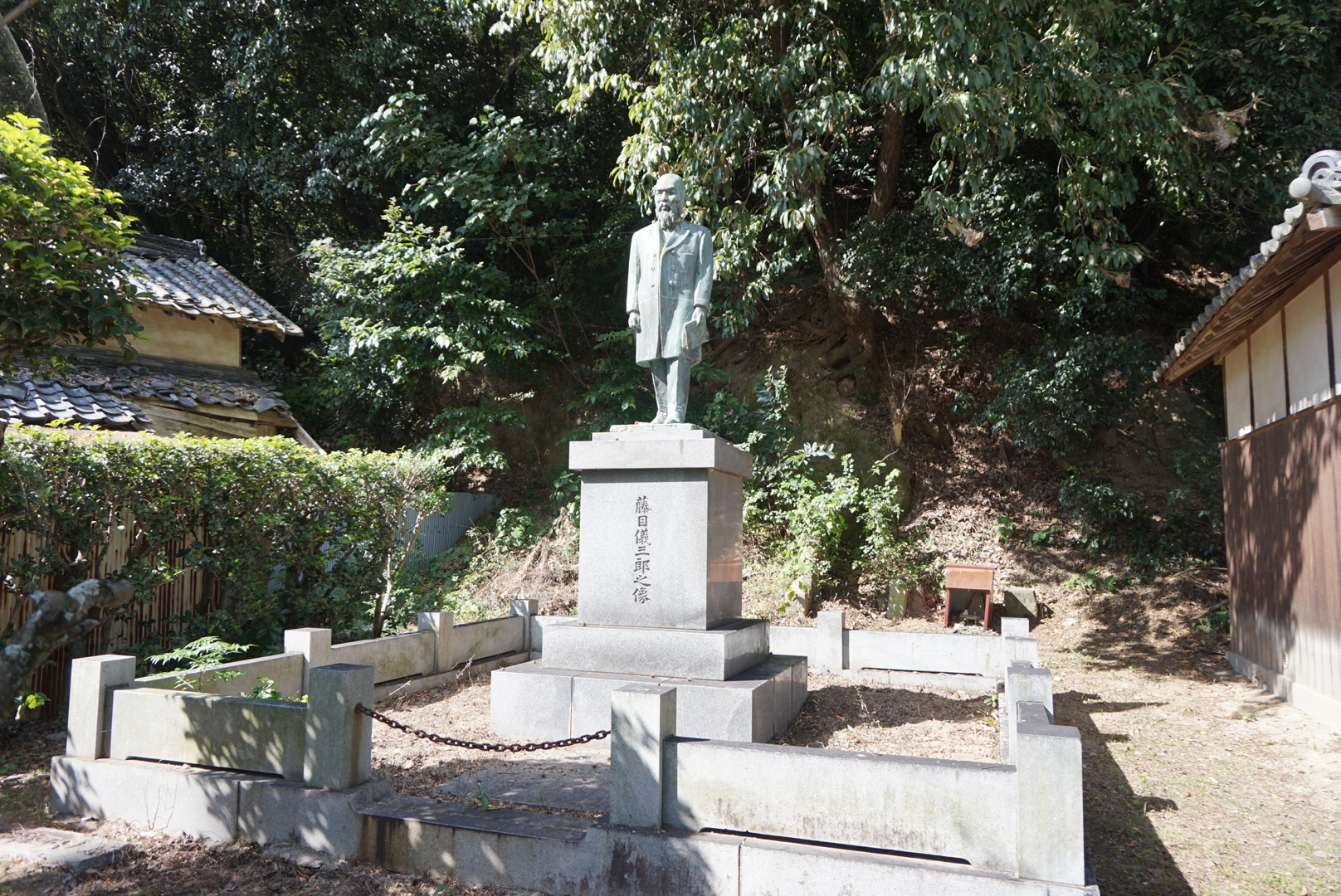
藤目儀三郎の像
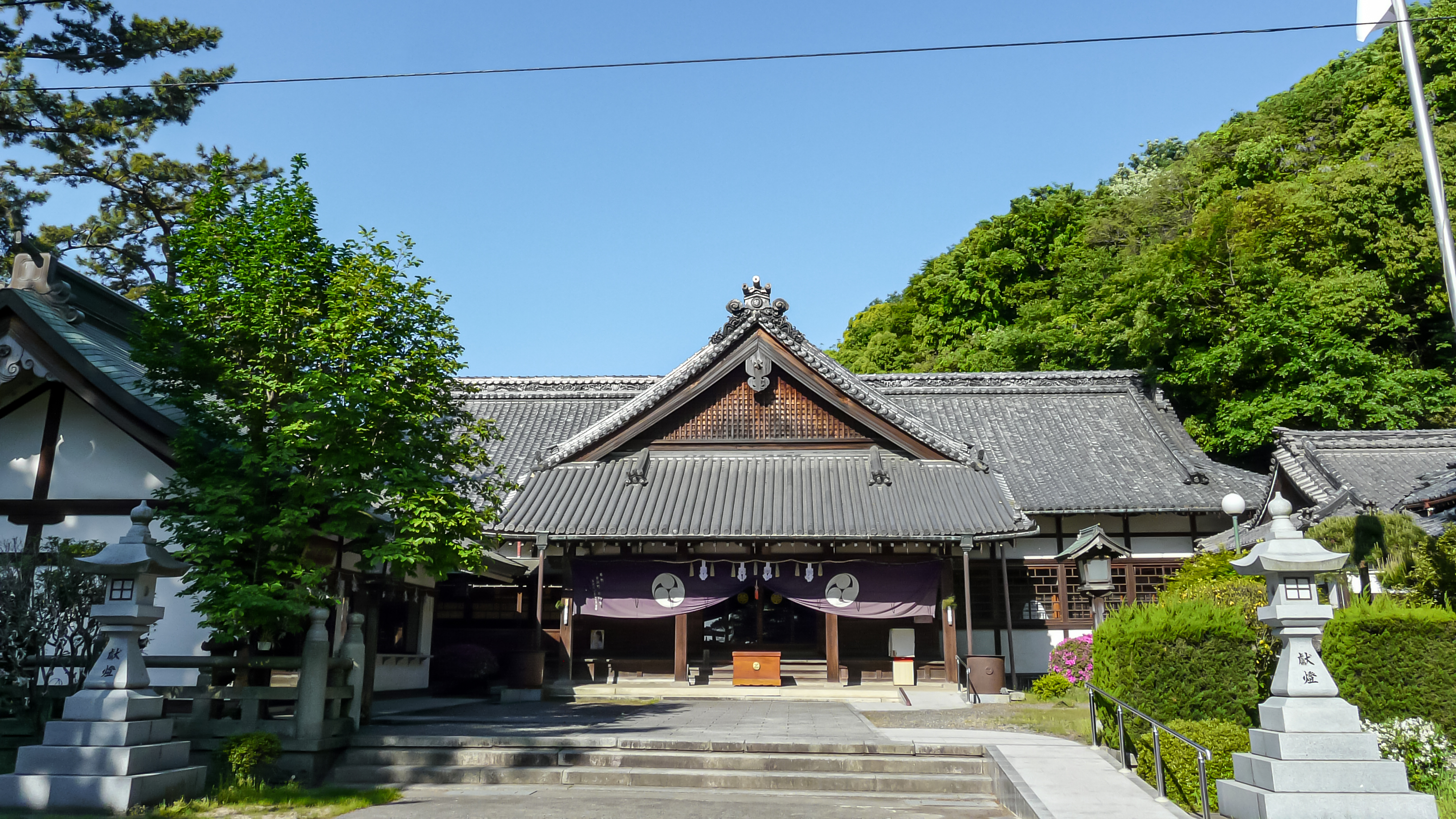
神幸殿
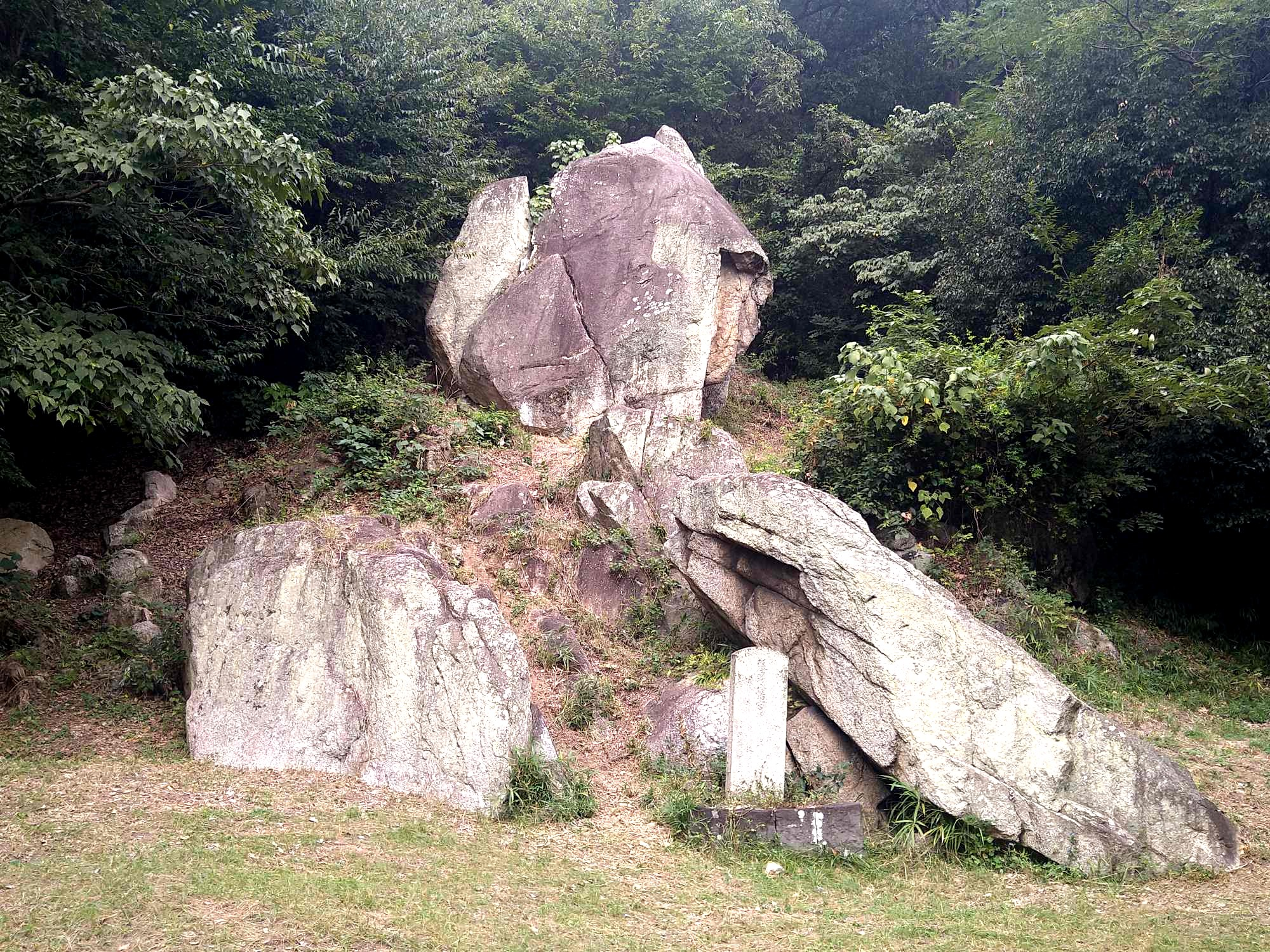
問答石

摂末社

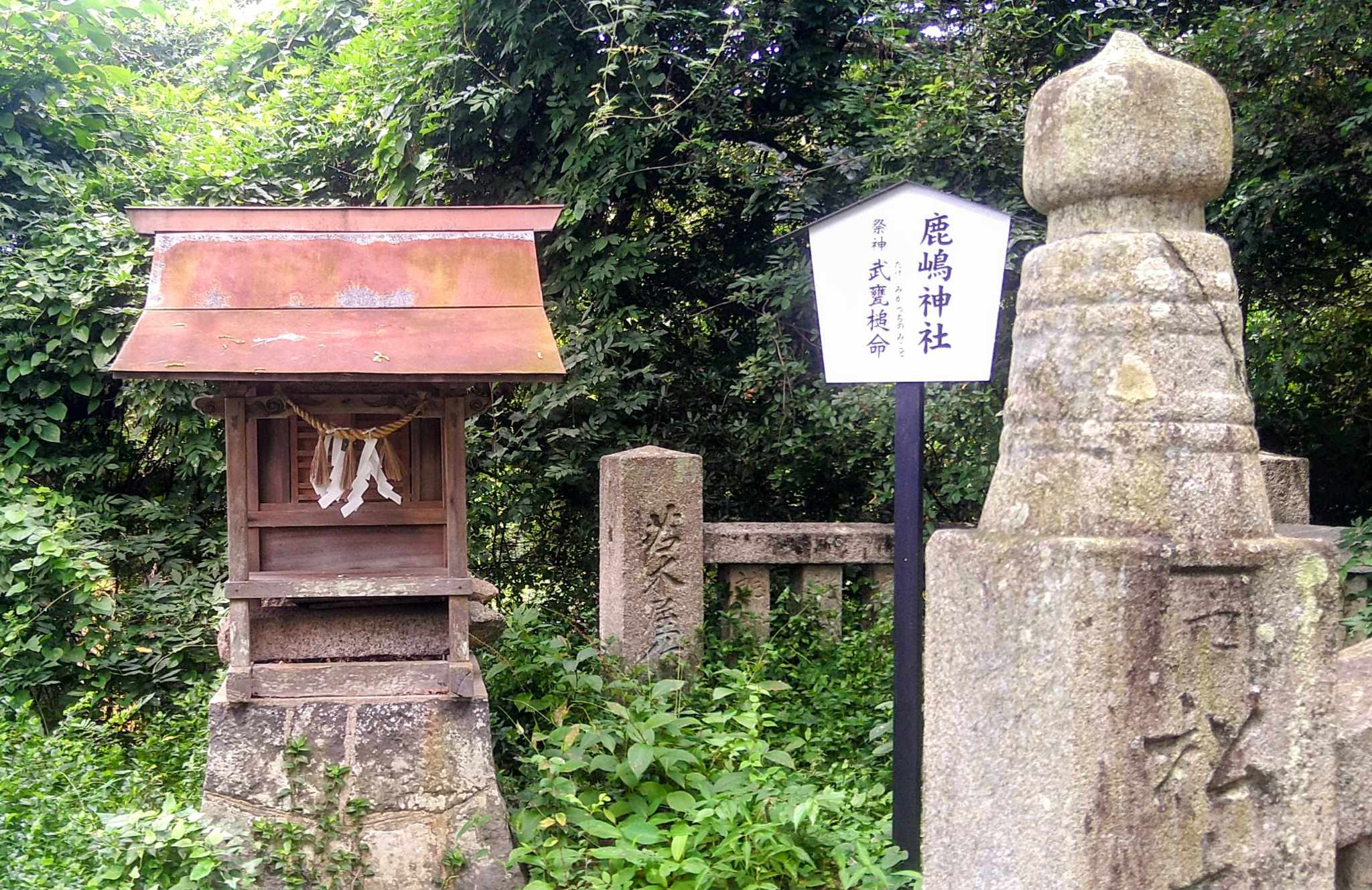
鹿嶋神社
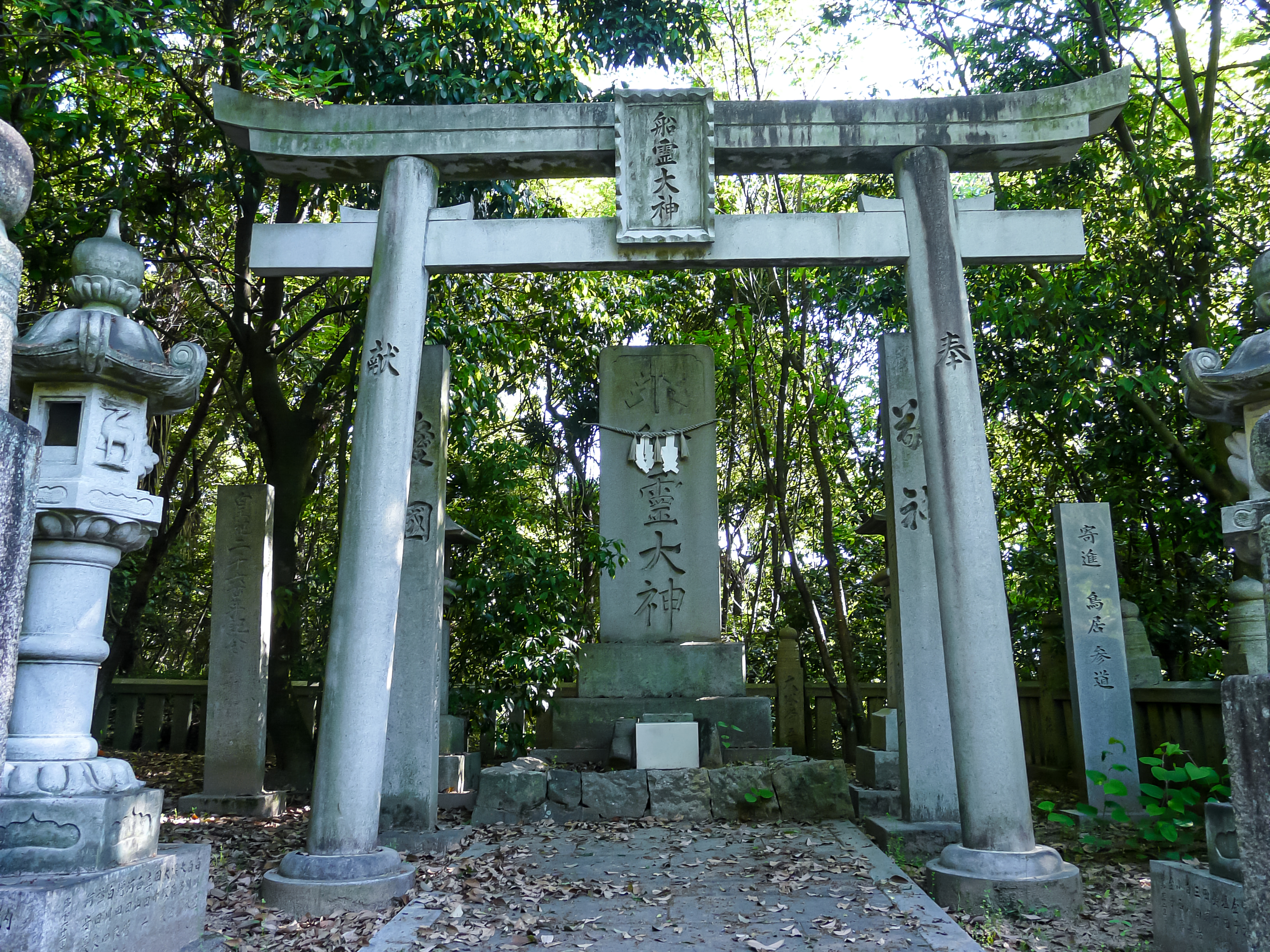
船霊神社
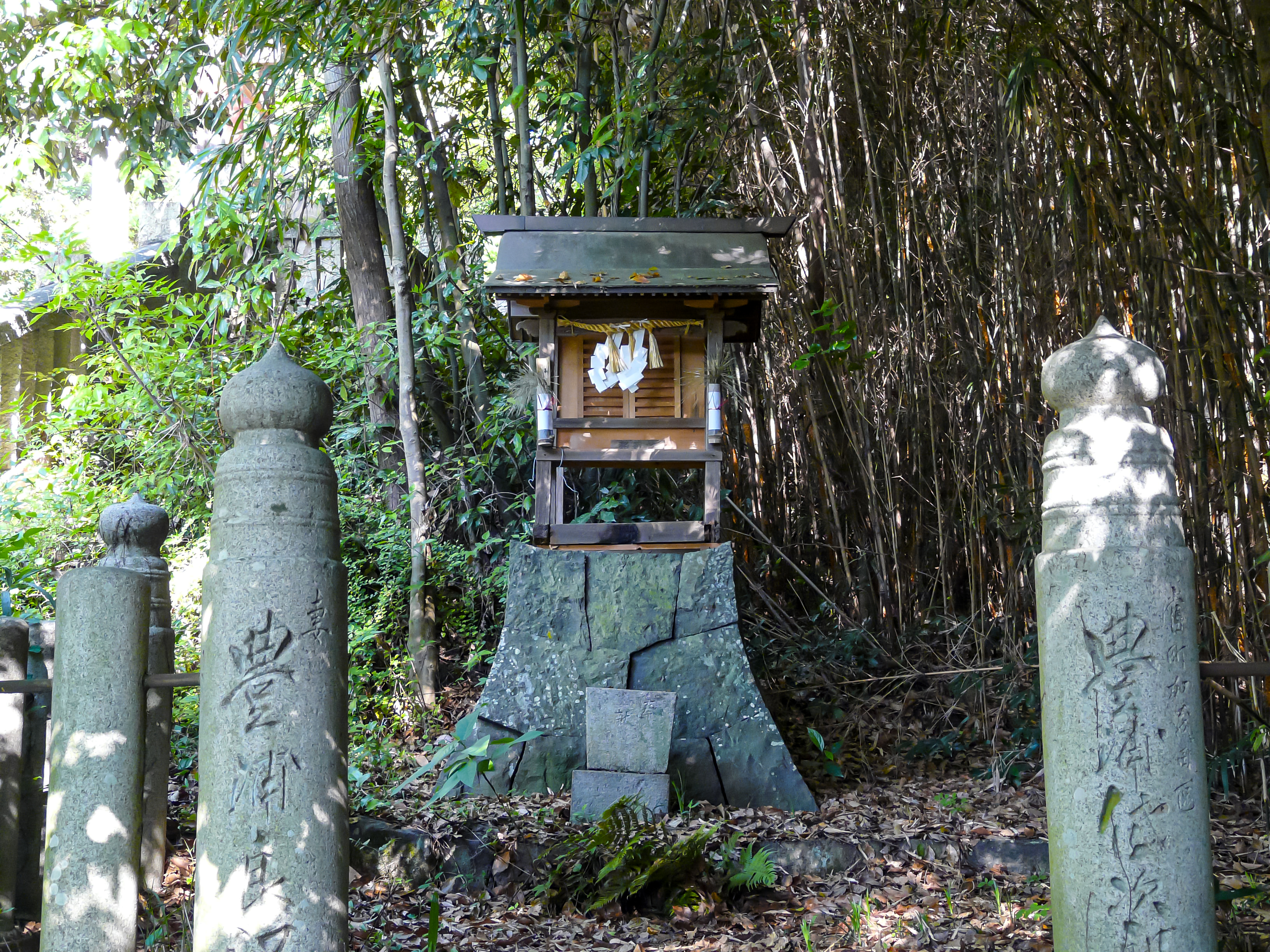
稲荷神社
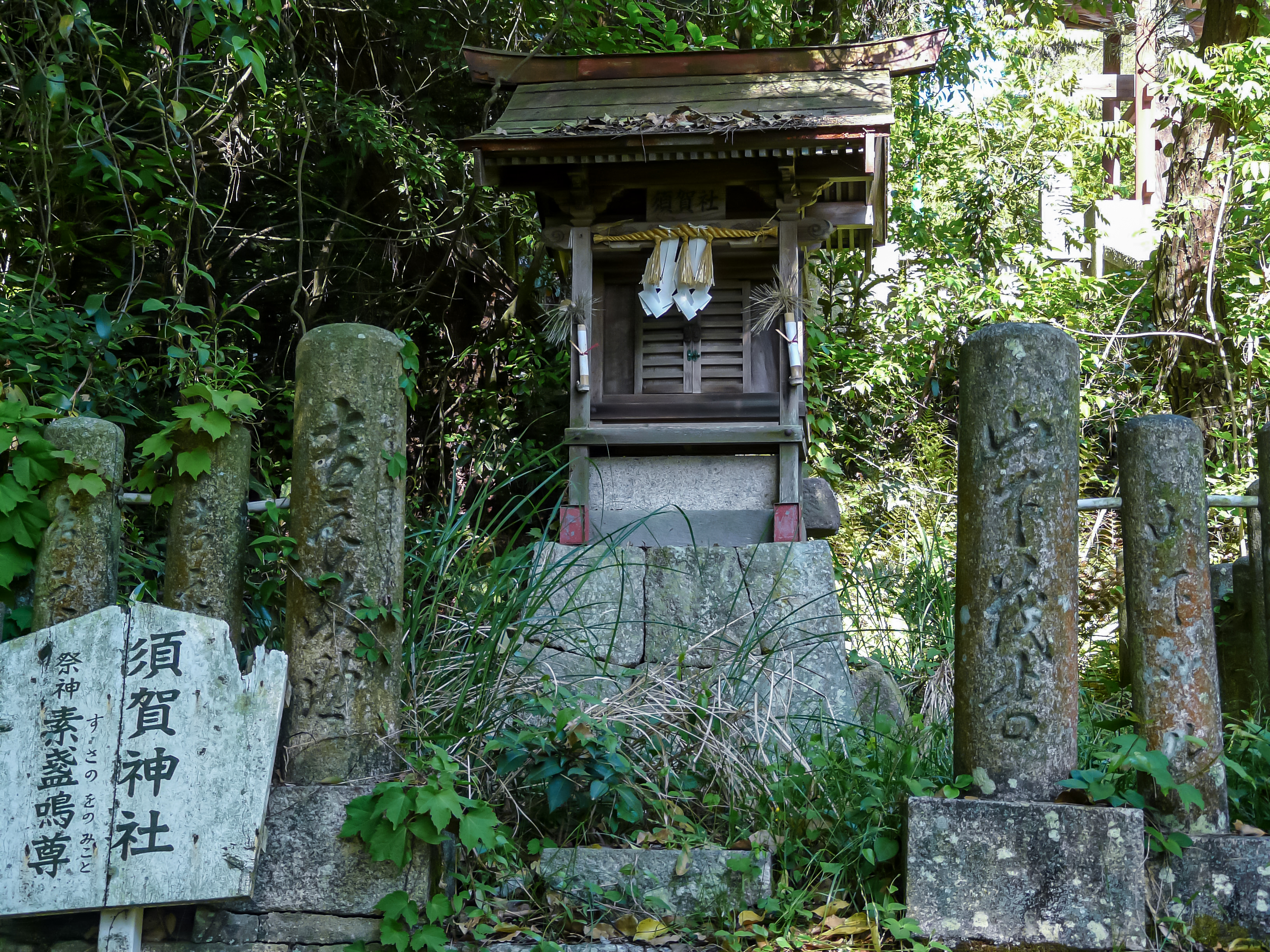
須賀神社
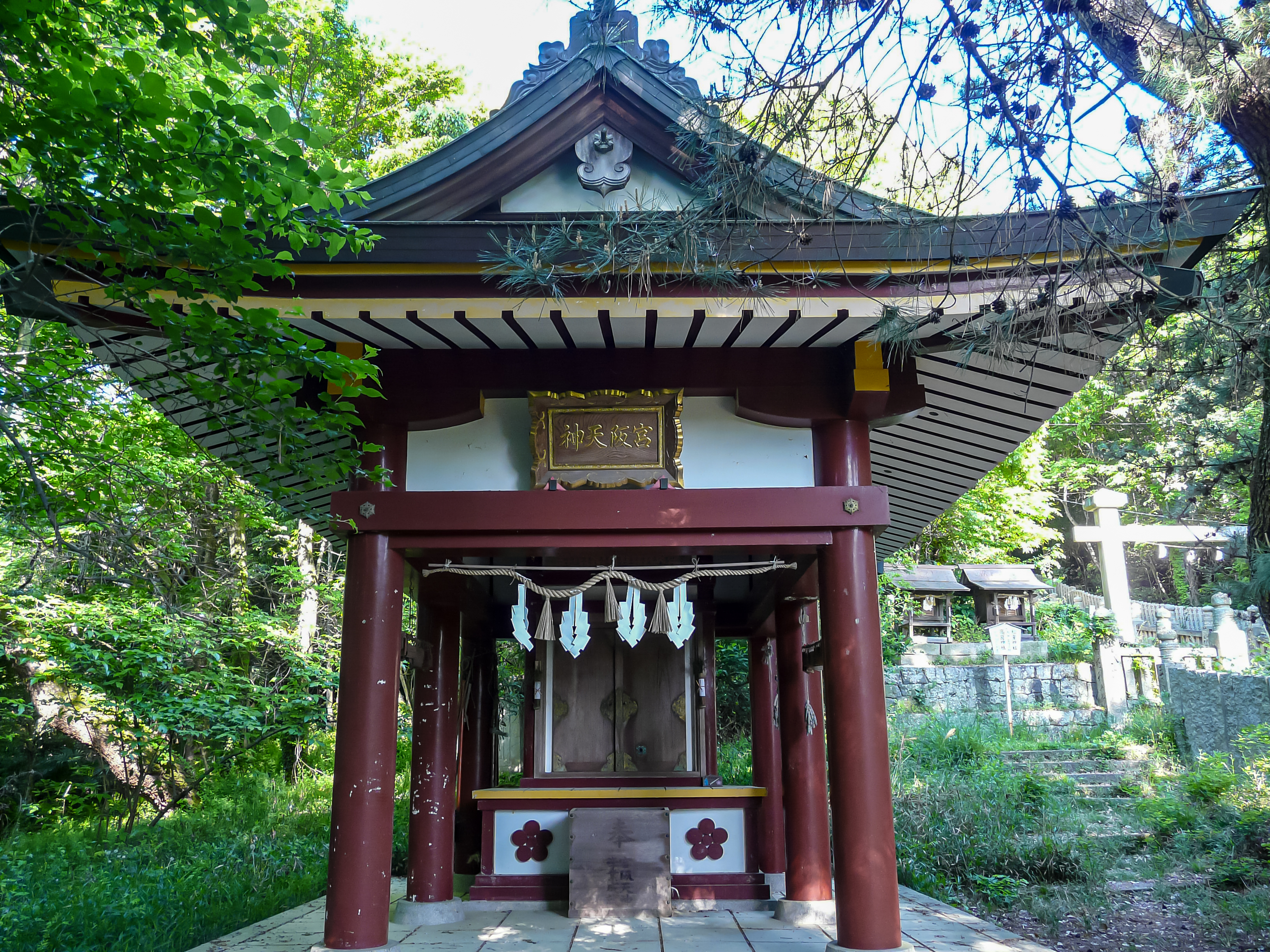
宮坂天神
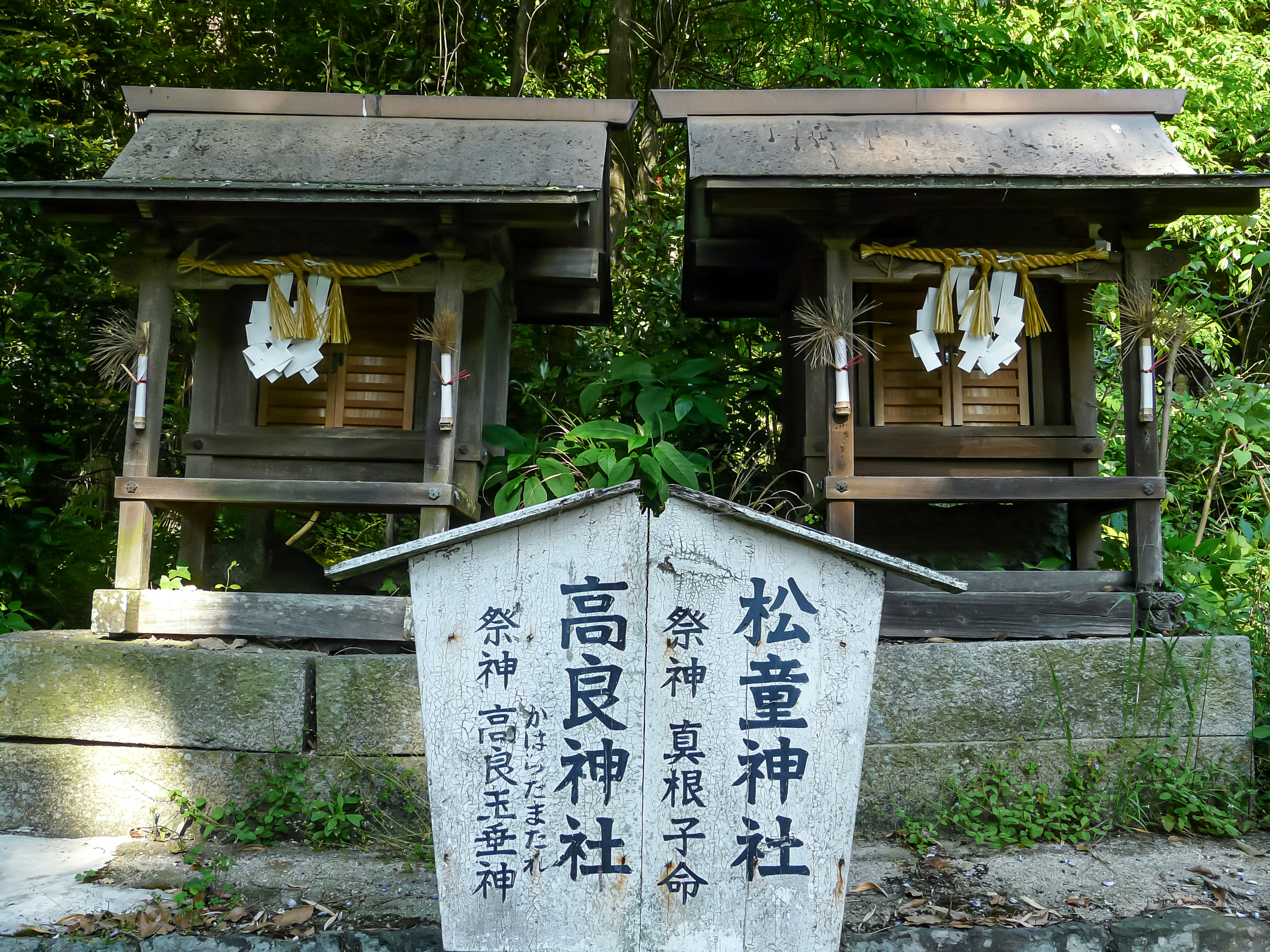
高良神社（左）、松童神社（右）
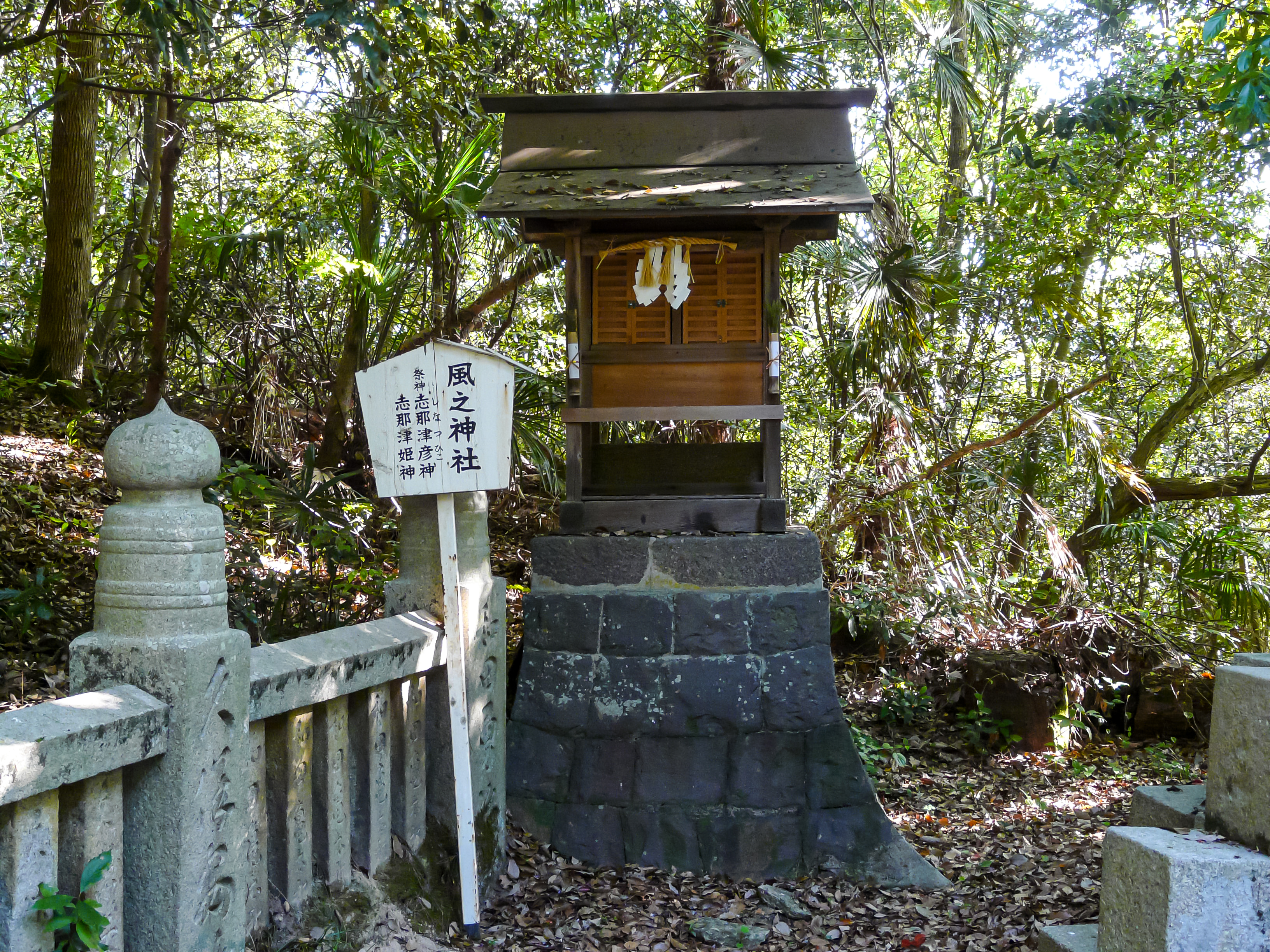
風之神社
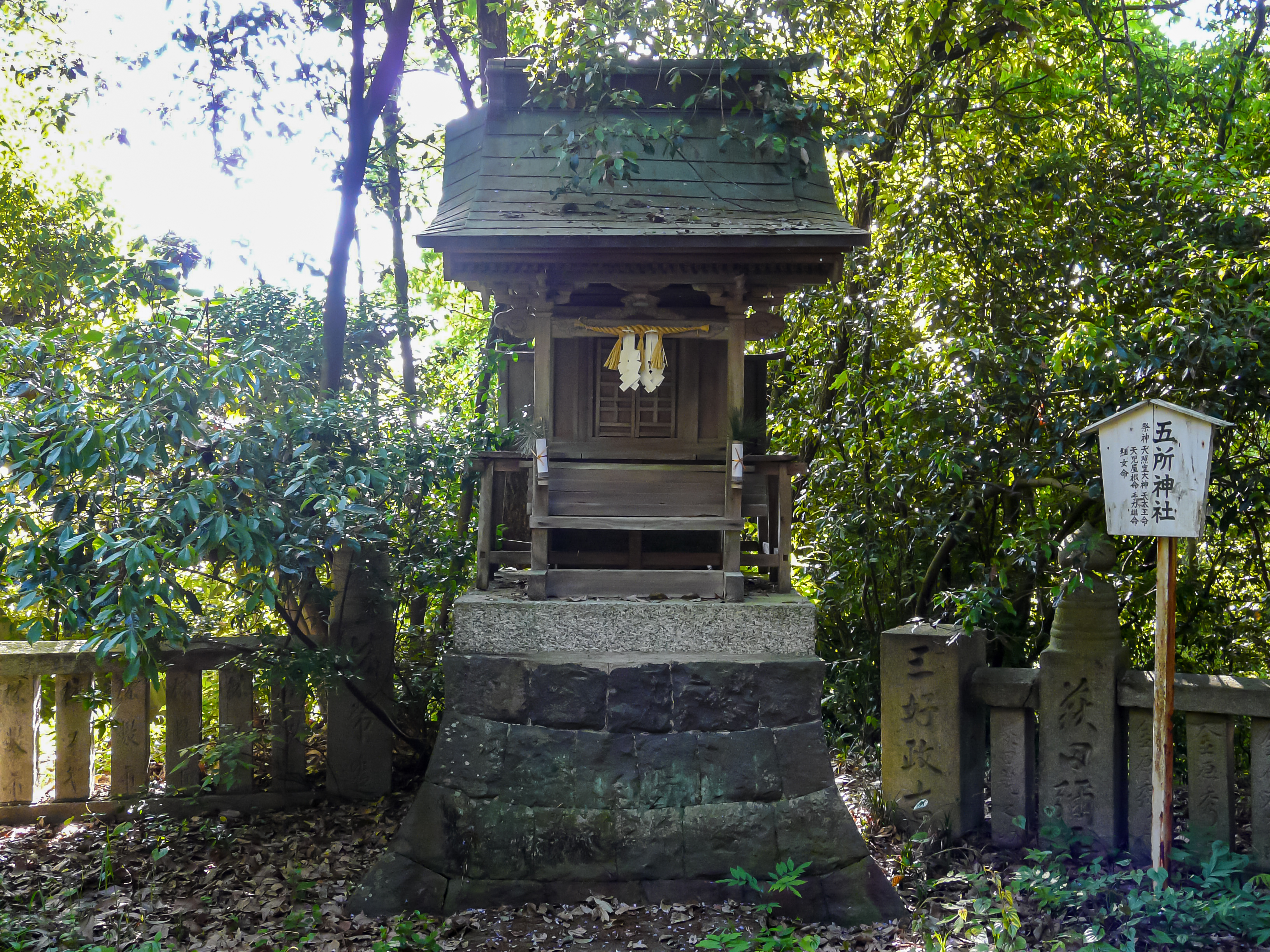
五所神社
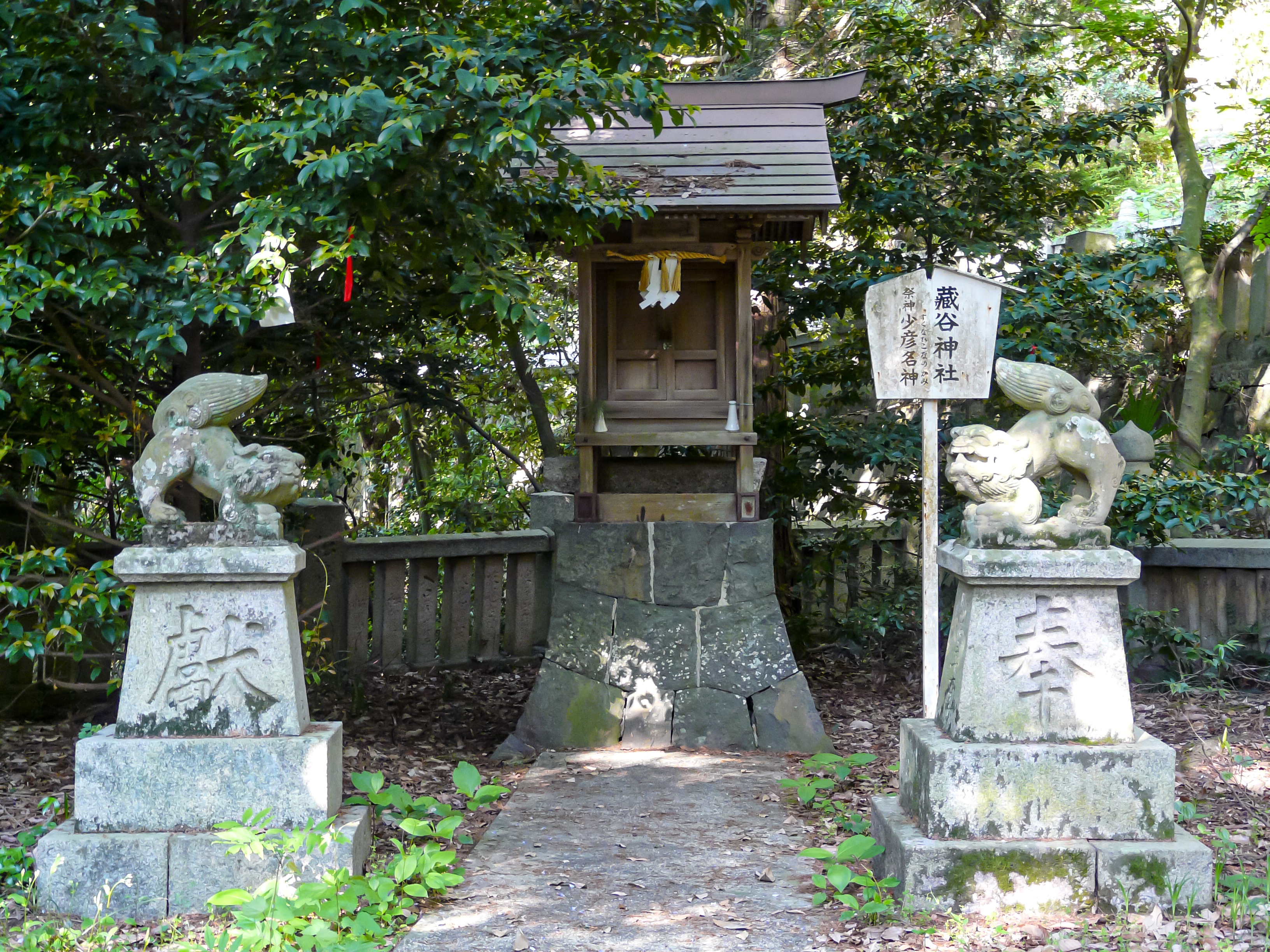
藏谷神社
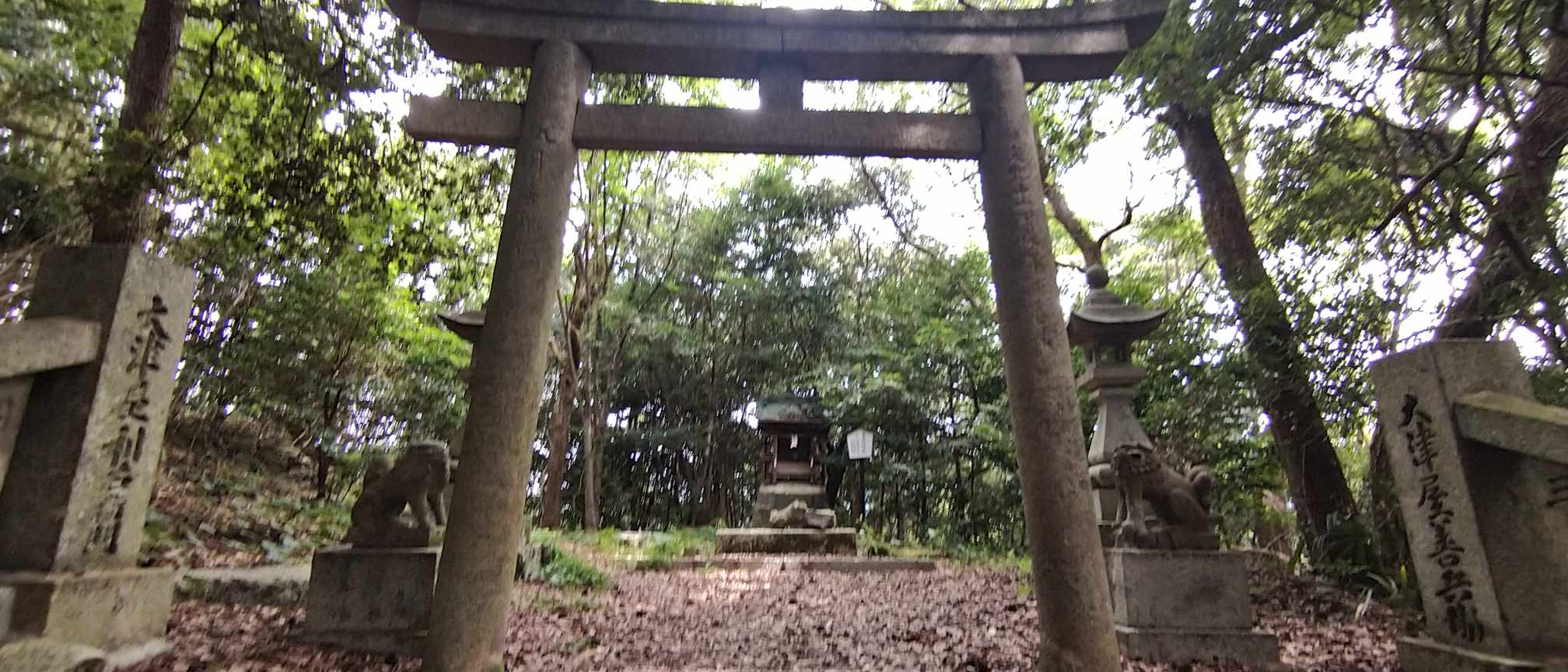
青丹神社
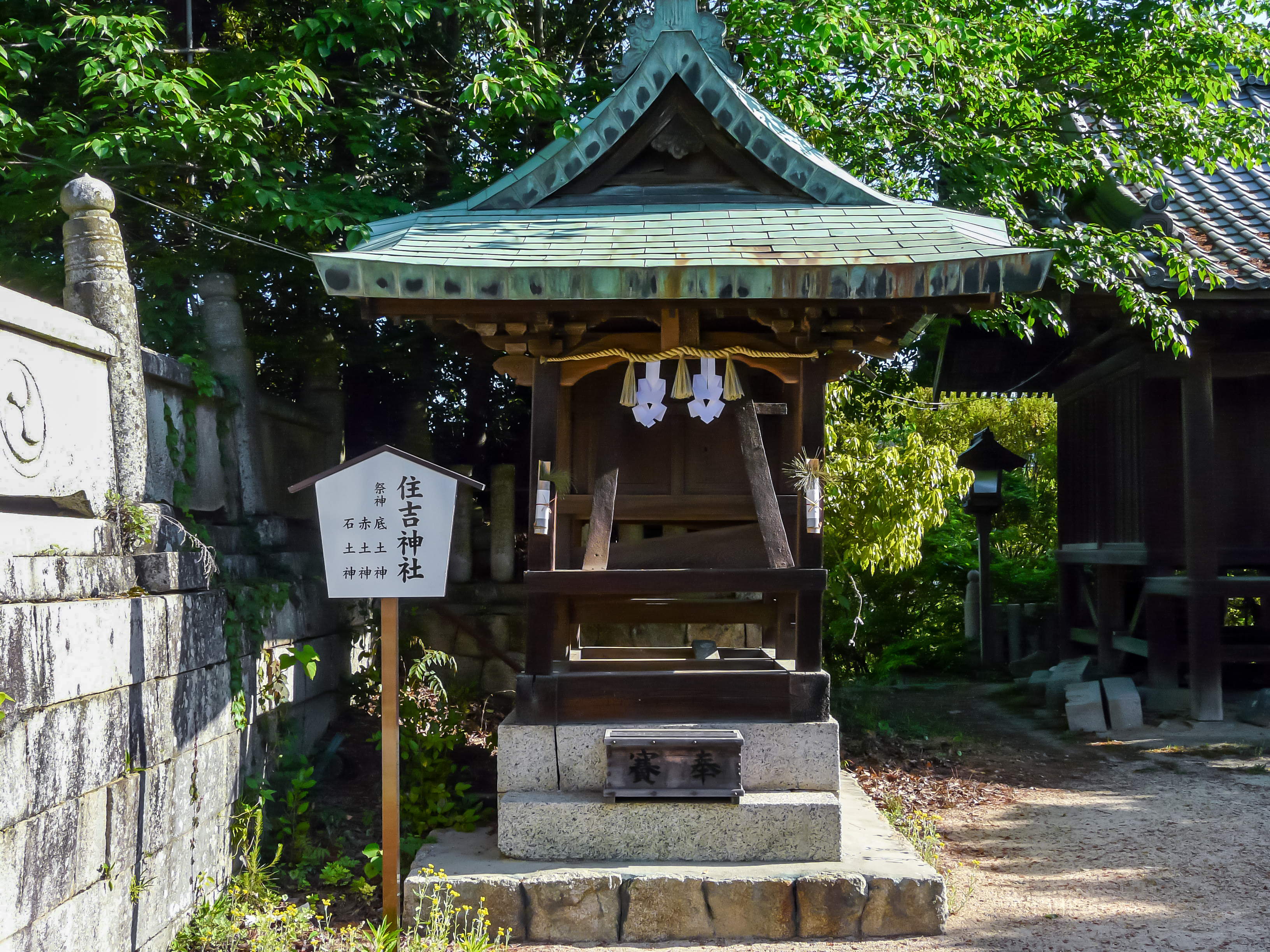
住吉神社
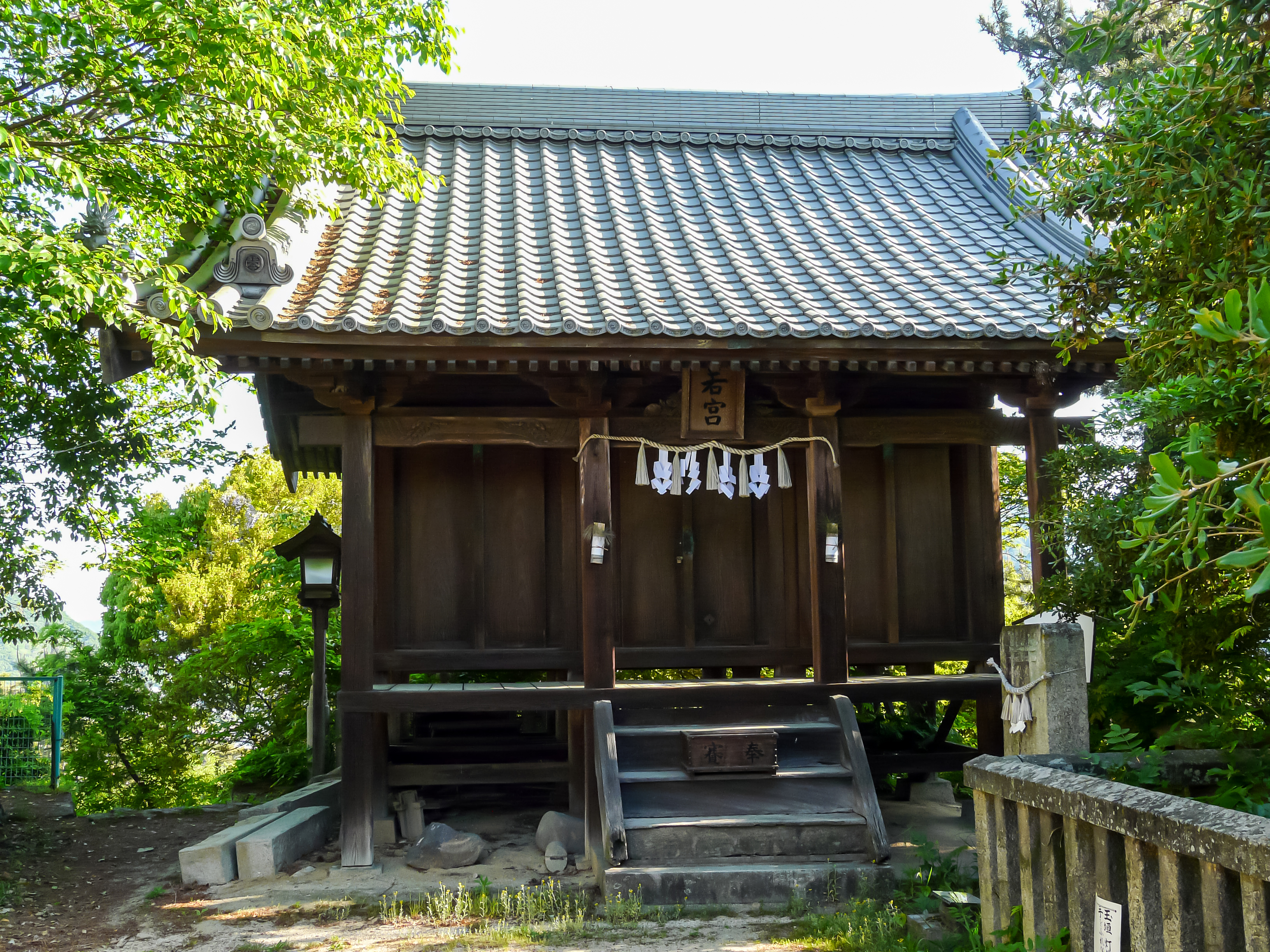
若宮神社
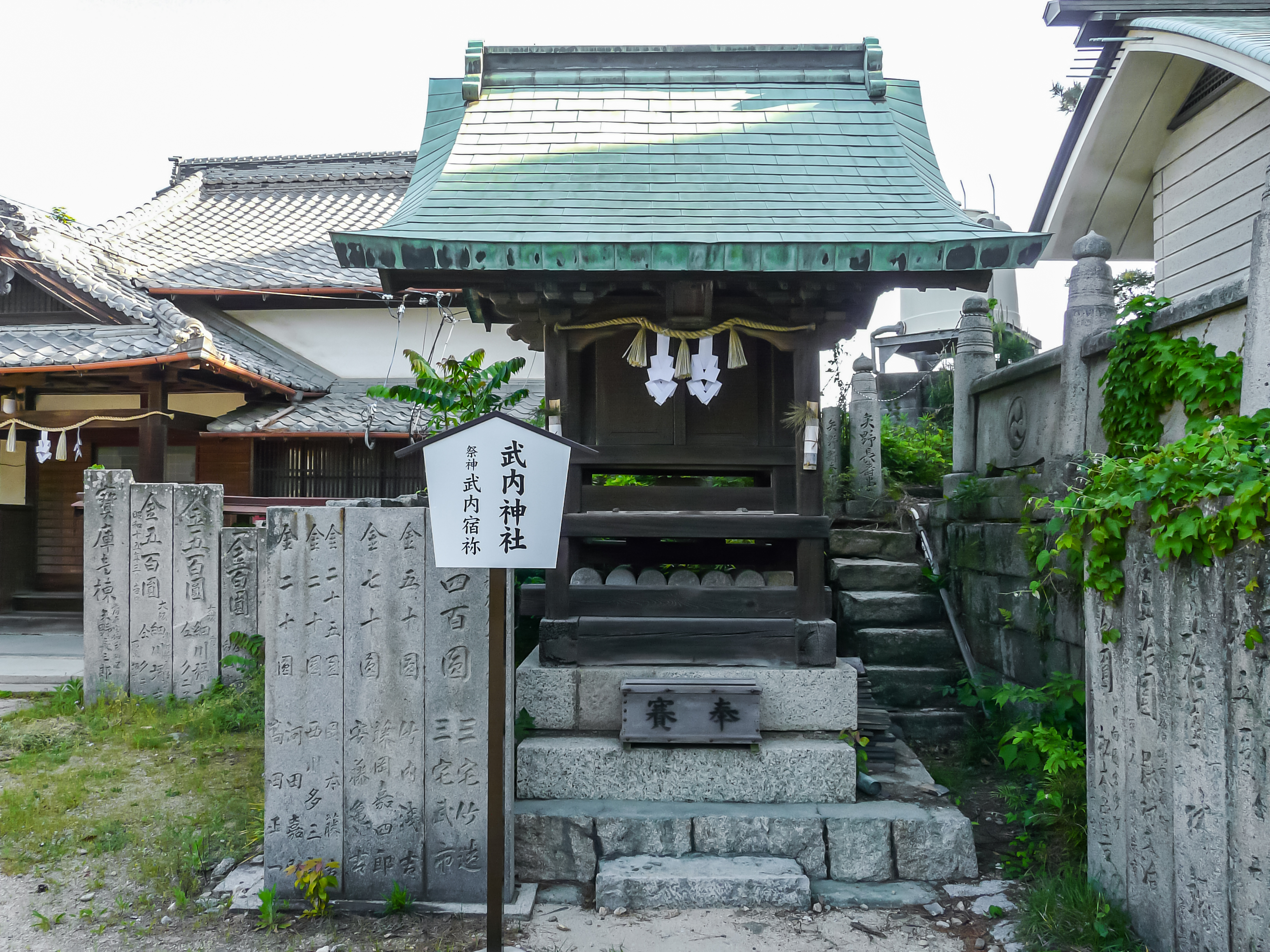
武内神社

山麓エリアの摂末社
- 庚申神社
- 山之神神社
- 琴弾戎
- 幢中神社

## 祭事
- 琴弾八幡宮大祭 - 毎年10月14日、15日に行われるちょうさとよばれる太鼓台の祭。

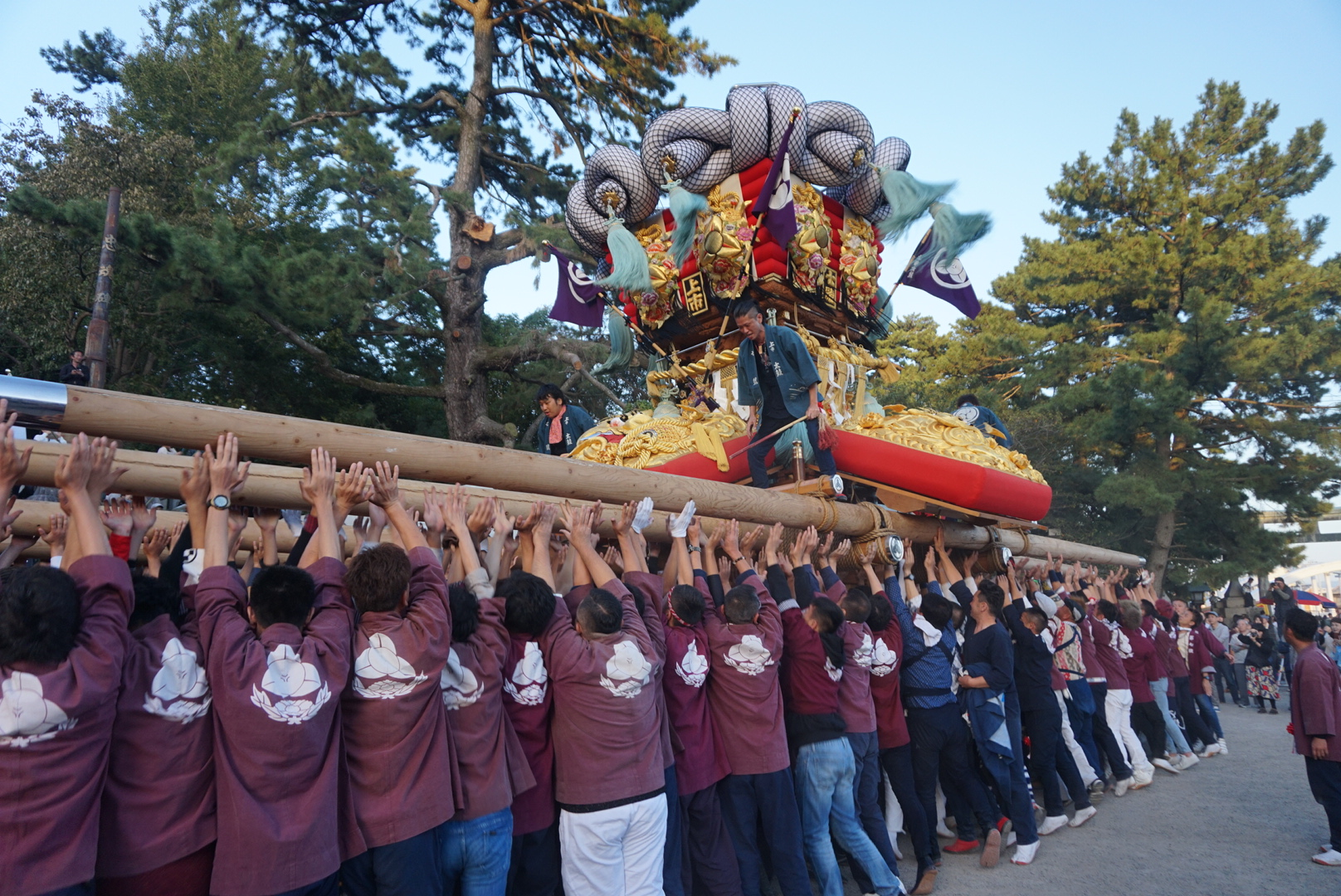
大祭　中狂い（奉納）
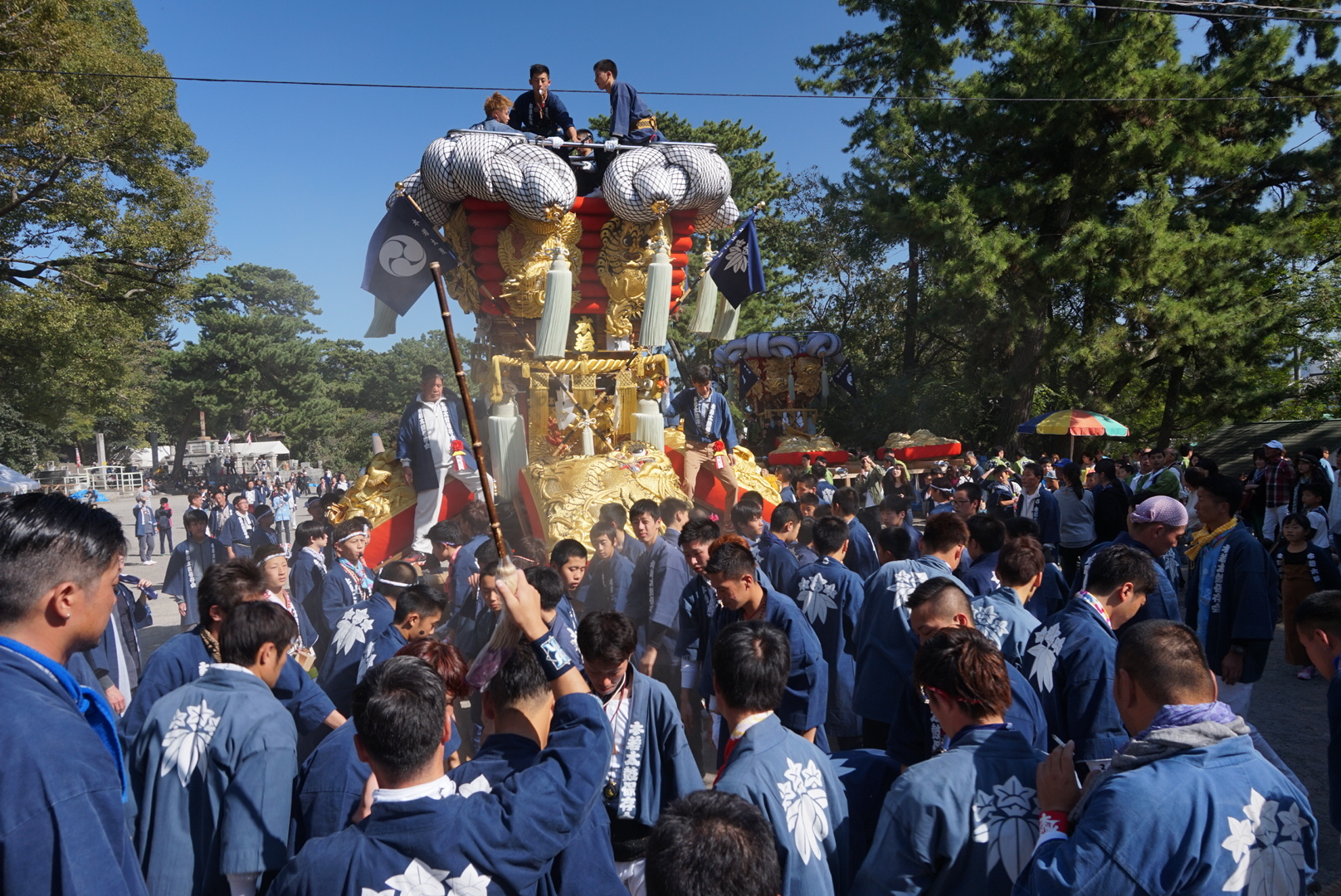
大祭　宮入り

## 全国奉納絵馬コンクール
1985年（昭和60年）から始まったコンクールで、全国から絵馬を募集し大人の部、高校生、中学生以下、幼児の部で審査し優秀作品を表彰している。毎年全国から約700枚の絵馬が寄せられ、それら絵馬は琴弾八幡宮絵馬堂で1年間展示される。2011年は754点の応募があり、これまでの応募総数は約1万7千点となった。

## 前後の札所
新四国曼荼羅霊場
22 密蔵寺 --- 23 琴弾八幡宮 --- 24  宗林寺
さぬき15社
14 琴弾八幡宮 --- 15 豊浜八幡神社

## アクセス
- JR四国・観音寺駅から約2 km
  - 駅からタクシーで約5分
  - 駅から、のりあいバス五郷高室線に乗車（1日4便）。のりあいバスにバス停は無く、路線上であれば乗降自由のため、乗車後、運転手に「琴弾公園（または森内科）」と告げる（ただし、国道11号線は指定場所以外、乗降禁止）[1]。